# Експлозив
Експлозив (или експлозивни материјал) су једињења или смесе реактивне супстанце које садрже велику количину потенцијалне енергије која може произвести експлозију ако се изненада ослободи, обично праћену производњом светлости, топлоте, звука и притиска. Процес веома брзог стварања топлотне и механичке енергије уз ослобађање гасова назива се експлозија. Експлозивно пуњење је измерена количина експлозивног материјала, која може бити састављена само од једног састојка или мешавина која садржи најмање две супстанце.
Потенцијална енергија присутна у експлозивном материјалу може да буде:
- Хемијска енергија, као што је она присутна у нитроглицерину или прашини зрна
- Гас под притиском, као у гасном цилиндру, аеросол боци или течност под притиском
- Нуклеарна енергија, као у фисилним изотопима уранијум-235 и плутонијум-239

Експлозију прате звук, светлост, механичко дејство и сличне појаве, које остављају снажан утисак на човека. Сагоревањем 1 kg петролеума ослобађа 46.000 kЈ, ако се сагоревање врши на пример у лампи ова енергија се постепено преноси у околину, без икаквог механичког дејства. Међутим, ако се помеша 1 kg петролеума са довољном количином течног кисеоника и паљење изврши иницијалном капислом, настаће велика експлозија у којој се тренутно (хиљадити део секунде) ослобађа око 46.000 kЈ, температуре достиже и до 4.000 °C (7.230 °F; 4.270 K), изазива се и притисак од око 100 t (220.000 lb) по квадратном центиметру (подразумева се да ударни талас има разорно дејство).
Основна разлика између хемијских експлозива од осталих запаљивих материја је у томе што се кисеоник потребан за сагоревање налази у молекулима у виду нитро или хидратне, хлоратне или перхлоратне групе, при чему треба знати да присуство интерних гасова смањује број калорија ослобођених при експлозији.
Експлозивни материјали се могу категорисати по брзини којом се шире. Материјали који детонирају (у којима се фронт хемијске реакције креће кроз материјал брже од брзине звука) се сматрају „високо експлозивним”, а материјали који дефлагрирају „ниско експлозивним”. Експлозиви се могу исто тако категорисати по њиховој сензитивности то јест осетљивости. Сензитивни материјали који могу да буду иницирани релативно малом количином топлоте или притиска су примарни експлозиви, а материјали који су релативно неосетљиви су секундарни или терцијарни експлозиви.
Широк опсег хемикалија може да експлодира; мањи број се специфично производи да би се користили као експлозиви. Преостали су сувише опасни, сензитивни, токсични, скупи, нестабилни, или склони декомпозицији или дезинтеграцији током кратких временских периода.
У контрасту с тим, неки материјали су само запаљиви или горљиви, ако горе без експлозија. Разлика међутим није потпуно јасна. Поједини материјали као на пример — прашина, прах, гас, или испарљиве органске течности — могу једноставно да буду запаљиве или горљиви у уобичајеним условима, а постају експлозивни у специфичним ситуацијама или облицима, као што су распршени ваздушни облаци, или затварање или изненадно ослобађање.

## Историјски развој
Историја хемијских експлозива се поистовећује са историјом барута. Током династије Танг у 9. веку, таоистички кинески алхемичари су покушавали да пронађу еликсир бесмртности. Један од исхода њихових настојања је било откриће црног барута 1044. године, који је био израђен од угља, шалитре и сумпора. Барут је био прва форма хемијских експлозива и до 1161, Кинези су први пут користили експлозиве на бојном пољу. Кинези су користили експлозиве у салвама које су испаљиване из бамбусних или бронзаних цеви, које су биле познате као бамбусове петарде (крекере). Кинези су такође убацивали живе пацове унутар бамбусних ватрених крекера за отварање ватре према непријатељским положајима, чиме су остваривали велике психолошке последице – застрашујући непријатељске војнике и узрокујући панику међу коњичким трупама.
Човек је доста дуго развијао и проучавао експлозиве, заједно са могућностима њихове практичне примене. Историјски гледано, првим прототипом модерног експлозива може се сматрати тзв. "Грчка ватра"; ауторство овог проналаска се приписује Грку по имену Калиникос, а датум настанка композиције је 667. године нове ере. Наведену супстанцу су касније користили различити древни народи Европе и Блиског истока, међутим, током историје, рецепт за њену производњу је изгубљен; претпоставља се да се „грчка ватра“ састојала од:
- сумпора,
- смоле,
- соли и
- живог креча.

Карактеристика овог експлозива је да се интензитет пожара повећао када се покушао угасити пламен изазван водом. Нешто касније, 682. године, у Кини су развијени први прототипови црног барута, који су укључивали шалитру, сумпор и дрвени угаљ; Мешавина је у почетку коришћена у пиротехници, а затим је добила војни значај.
Што се тиче европских земаља, барут је почео да се помиње у историјским документима од 13. века (око 1250. године), иако историчари немају прецизних података о томе ко је тачно био проналазач овог експлозива. Међу могућим кандидатима за специјализоване студије помињу се имена, посебно Бертолд Шварц и Роџер Бекон, а италијански стручњаци сматрају да прву употребу барута треба повезати са градом Болоњом почетком века (1216).
Постоје и информације да су овај експлозив у кинеској верзији користили монголски освајачи под вођством Џингис-кана, који су га користили да поткопају зидове тврђаве током опсаде. Ова чињеница омогућава неким истраживачима да тврде да се барут првенствено користио за стварање експлозивног оружја, а тек онда - ватреног оружја. Нешто касније, почетком 14. века, дотични експлозив је нашао примену у артиљерији, омогућавајући бацање граната из топова; познато је да су крајем истог века, 1382. године, коришћени топови против трупа кана Тохтамиша, које су опседале Москву. Поред тога, појава првих примерака топова такође датира из 14. века: барутни топови су први пут коришћени у Русији 1389. године, такође током одбране Москве. Иако се барут првенствено користио у војним пословима, настојало се да се способности овог експлозива прилагоде у мирољубиве сврхе: на пример, у првој трећини 17. века у Мађарској (према другим изворима – у Словачкој) прво је тестиран у рударству, а затим се одговарајућа технологија проширила и на изградњу путева и тунела. Отприлике у исто време почела је да се савладава и технологија производње артиљеријских граната, односно опремање артиљеријских топовских кугли барутним пуњењем.
Традиционални црни барут је неколико векова остао не само једина врста барута, већ и генерално једини експлозив познат човеку, иако су у том периоду учињени одређени покушаји да се он побољша. У Русији је, на пример, релевантна истраживања спровео М. В. Ломоносов, који је средином 18. века припремио специјализовано научно дело - „Дисертацију о рођењу и природи шалитре“ (1749); у овом раду је прво описано и научно протумачено експлозивно разлагање барута. Паралелно, слична питања су у Француској проучавали хемичари А.Л. Лавоисиер и Ц.Л. Бертхоллет, који су до почетка последње четвртине истог века развили формулу за хлоратни барут; у његовом саставу, уместо шалитре, коришћена је со калијум хлорида („Бертолетова“). Међутим, црни барут је наставио да се користи у војсци све до друге половине 19. века, где се активно користио углавном за опремање артиљеријских погонских пуњења, експлозивних граната, у изградњи подземних рудника итд.
Следећа фаза у развоју експлозива везана је за крај 18. века, када је откривено „експлозивно сребро“, које се одликовало прилично високим степеном опасности за то време. Истовремено, 1788. године добијена је пикринска киселина, која је нашла примену у производњи артиљеријских граната. Научни консензус приписује откриће „живиног фулмината“ британском истраживачу Е. Хауарду (1799), али постоје подаци о његовом проналаску још крајем 17. века. Упркос чињеници да његова способност детонације није детаљно проучавана, са становишта својих главних карактеристика, живин фулминат је имао одређене предности у односу на традиционални црни прах крајем прве трећине 19. века. Затим, мешањем дрвета са азотном и сумпорном киселином добија се пироксилин, који је такође додавао у арсенал познатих експлозива и служио за стварање бездимног барута. Године 1847. италијански хемичар А. Собреро је први синтетисао нитроглицерин, чији је проблем нестабилности и несигурности касније делимично решио А. Нобел проналаском динамита. Године 1884. француски инжењер П. Виел предложио је рецепт за бездимни барут. У другој половини века створен је низ нових експлозива, посебно ТНТ (1863), хексоген (1897) и неки други, који су нашли активну употребу у производњи оружја. Међутим, њихова практична употреба постала је могућа тек након проналаска руског инжењера Д.И. Андријевског 1865. године и шведског проналазача А.Нобела 1867. године детонаторске каписле на бази живиног фулмината. Пре појаве овог хемијског елемента то јест бризантног примарног експлозива, домаћа традиција коришћења нитроглицерина уместо црног барута током операција минирања ослањала се на експлозивни режим сагоревања. Са открићем феномена детонације, високи експлозиви су почели да се широко користе у војне и индустријске сврхе.
Међу индустријским експлозивима, динамити су у почетку били широко коришћени према патентима А. Нобела, затим пластични експлозиви и мешани експлозивни састављени од нитроглицерина у праху. Вреди нагласити да су прве патенте за неке рецепте за експлозиве од амонијум нитрата добили И. Норбин и И. Олсен (Шведска) 1867. године, али је њихова практична употреба за муницију и индустријске сврхе пала током Првог светског рата. Пошто се овај тип експлозива показао много сигурнијим и економичнијим од традиционалног динамита, његова употреба у индустријским применама значајно је порасла од 1930-их.  У Другом светском рату је дошло до екстензивне употребе нових експлозива (погледајте експлозиви кориштени током Другог светског рата). После Великог отаџбинског рата, на територији Совјетског Савеза, једињења за минирање амонијум нитрата (у почетку у облику фино диспергованих амонита) постала су доминантна врста индустријског експлозива. У иностранству, процес масовног преопремања индустрије са динамита на експлозив од амонијум нитрата почео је око 50-их година 20. века, а касније су они били замењени моћнијим експлозивима као што су Ц-4 и PETN. Међутим, Ц-4 и PETN реагују са металом и лако се пале, мада су за разлику од TNT-а, водоотпорни и савитљиви.
Од 70-их година 20. века, главни тип индустријског експлозива постао је најједноставнији састав зрнатих и водених формулација амонијум нитрата, који не садрже нитро једињења или друге појединачне експлозиве. Поред њих, користе се и смеше са нитро једињењима. Експлозивни састави фино диспергованог амонијум нитрата задржали су одређени практични значај, пре свега за опремање борбених патрона и за извођење неких специфичних врста минирања. Појединачни експлозиви, углавном ТНТ, и даље се користе. Осим тога, користе се за дуготрајно пуњење поплављених бунара у чистом облику (гранулотол) и у саставу различитих високо водоотпорних смеша (гранула и суспензија), и још увек се користе за извођење радова на бушењу дубоких нафтних бушотина.

### Хронологија
- 1190. п. н. е. – Тројанске трупе користиле су запаљива средства против грчке морнарице.
- 500-470. п. н. е. – у тактици Кинеза Фау Ли Јена описана је употреба камених кугли и запаљивих лопти приликом опсаде градова.
- 160-122. п. н. е. – Кинези пронашли црни барут, смесу 76,2% калијум-нитрата, 15,4% дрвеног угља и 8,4% сумпора.
- 222. год. – Римљани почели да користе у поморским биткама, запаљиву смесу израђену од негашеног креча и асфалта која се палила у додиру са водом.
- Средином VII века Грк Калиникос је усавршио римску запаљиву смесу и пронашао “грчку ватру” која се састоји од нафте, сумпора, смоле и негашеног креча.
- 1073. — Мађари су при опсади Београда први користили црни барут у Европи.
- 1250. – Калуђер Р. Бацон дао је следећи састав црног барута: 41,2% калијумнитрат, 29,4% сумпора и 19,4% дрвеног угља.
- 1326. — У Венецији су израђени метални топови који су избацивали ђулад под притиском гасова насталих сагоревањем барута.
- 1627. — К. Виендл (Wiendl) први је користио црни барут за откопавање руда.
- 1654. — Ј. Р. Клубер (Clauber) пронашао је амонијум-нитрат (који се користи као оксиданс у привредним експлозивима).
- крајем XVII века Ј. Ловстерн (Lowestern) пронашао је живин-фулминат.
- 1780. — Ц. Л. Бертхолет (Berthollet) пронашао је калијум-хлорат.
- 1845. — Откривена нитроцелулоза, а А. Собореро (Soborero) пронашао нитроглицерин.
- 1853. — Аустрија замењује црни барут нитроцелулозним барутом који стављају у батерије топова
- 1867. — Алфред Нобел је пронашао динамит
- 1873. — Пронађен пластични експлозив (нитроцелулоза + нитроглицерин)
- 1884. — Пронађен двобазни барут
- 1870. — Добијен је тринитротолуен (ТНТ)
- 1891. — Т. Кертис (Curtis) пронашао олово-азид
- 1894. — Произведен је пентрит.
- У току Другог светског рата направљено је много нових експлозивних смеса.
- 1944. — Почела је производња ливених двобазних барута за погон ракетних пројектила.

## Терминологија
Сложеност и разноврсност хемије и технологије експлозива, политичке и војне противречности у свету, те жеља да се било која информација из ове области класификује, довели су до нестабилних и разноврсних формулација појмова.
Актуелно издање УН Глобално хармонизованог система класификације и обележавања хемикалија (GHS) из 2011. године даје следеће дефиниције::
2.1.1.1 Експлозивна супстанца (или смеша) - чврста или течна супстанца (или смеша супстанци), који је сам по себи способна за хемијску реакцију са ослобађањем гасова на одређеној температури и притиску и то таквом брзином да изазива оштећења околних предмета. Пиротехнички супстанце су укључене у ову категорију чак и ако не емитују гасове.— извор: УН, аутор: УН
Пиротехничка супстанца (или смеша) - супстанца или смеша супстанци која је намењена да произведе ефекат топлоте, ватре, звука или дима или њихове комбинације самоодрживим егзотермним хемијским реакцијама које се одвијају без детонације.
Експлозиви су и појединачни експлозиви и експлозивне композиције које садрже један или више појединачних експлозива, флегматизатора, металних адитива и других компоненти. Експлозивну трансформацију експлозива карактеришу следећи услови:
- Висока стопа хемијске трансформације;
- Ослобађање топлоте (егзотермни процес);
- Стварање гасова или пара у продуктима експлозије;
- Способност реакције на самопропагирање.

У Русији, као део стандардизације у области ванредних ситуација које је направио човек, супстанце које експлодирају када су изложене пламену или су осетљивије на ударце или трење од динитробензена класификоване су као експлозивне..

## Опште карактеристике
Сваки експлозив има следеће карактеристике:
- Способност за егзотермне хемијске трансформације;
- Способност да се подвргну саморазмножавајућим хемијским трансформацијама.

Најважније карактеристике експлозива су: :
- Брзина експлозивне трансформације (брзина детонације или брзина сагоревања),
- Притисак детонације,
- Топлота (специфична топлота) експлозије,
- Састав и запремина гасних продуката експлозивне трансформације,
- Максимална температура производа експлозије (температура експлозије),
- Осетљивост на спољашње утицаје,[11],
- Критични пречник детонације,
- Критична густина детонације.

Током детонације, распадање експлозива се дешава тако брзо (у времену од 10−6 до 10−2 s) да се гасовити продукти распадања са температуром од неколико хиљада степени сабијају у запремини блиској почетној запремини наелектрисања. Нагло се шире, они су главни примарни фактор деструктивног ефекта експлозије.
Постоје две главне врсте дејства експлозива: 
- бризантно (локално дејство) и
- фугасно (опште дејство).

Од суштинског значаја у складишту и руковање експлозивом је њихова стабилност.
У примењеним областима широко се користи не више од два до три десетина експлозива и њихових смеша. Главне карактеристике најчешћих од њих су сумиране у следећој табели (подаци су дати при густини пуњења од 1600 kg/m³):
| Експлозив        | Кисеонички биланс, % | Топлота експлозије, MJ/kg | Обим производа експлозије, m3/kg | Брзина детонације, km/s |
| ---------------- | -------------------- | ------------------------- | -------------------------------- | ----------------------- |
| Тротил           | -74,0                | 4,2                       | 0,75                             | 7,0                     |
| Тетрил           | -47,4                | 4,6                       | 0,74                             | 7,6                     |
| Хексоген         | -21,6                | 5,4                       | 0,89                             | 8,1                     |
| ТЕН              | -10,1                | 5,9                       | 0,79                             | 7,8                     |
| Нитроглицерин    | +3,5                 | 6,3                       | 0,69                             | 7,7                     |
| Амонит бр. 6     | 0                    | 4,2                       | 0,89                             | 5,0                     |
| Амонијум нитрат  | +20,0                | 1,6                       | 0,98                             | ≈1,5                    |
| Азид олова       | непримењиво          | 1,7                       | 0,23                             | 5,3                     |
| Балиститни барут | -45                  | 3,56                      | 0,97                             | 7,0                     |

## Подела експлозива према начину активирања
Експлозиви су просте или сложене експлозивне материје које се под утицајем спољашњег импулса (удар, трење, топлота) тренутно разложе и пређу у гасовито стање. При експлозији ослобађа се велика количина гасовитих продуката, услед чега долази до наглог пораста притиска и температуре. Експлозија се јавља као звучни ефекат при разлагању експлозива. Праћена је појавом гасова који су под већим притиском од притиска средине у којој настаје експлозија. Услед разлике у притисцима долази до нагле експанзије гасова експлозије, при чему се енергија експлозије претвара у механички рад. Експлозију не карактерише само количина ослобођене енергије, већ је много важнија брзина којом се ова енергија ослобађа. Количина ослобођене енергије у јединици времена представља снагу експлозива. При експлозији 1 kg (2,2 lb) пластичног експлозива ослободи се око 4.200 kJ/kg енергије у делићу секунде.
Да би наступио процес хемијског разлагања експлозивне материје молекулима треба саопштити минимално потребну енергију (енергију активирања) да би постали активнији, јер су само активни молекули подложни
хемијским променама. Зависно од начина на који се доводи енергија активирања, разлагање експлозивних
материја може се обављати на три начина:
- горењем,
- дефлаграцијом и
- детонацијом.

Горењу су подложне све експлозивне материје зависно од температуре и времена излагања високим температурама. Температура горења је најчешће нижа од температуре експлозије. Горење експлозива одвија
се на рачун хемијски уграђеног кисеоника у експлозив, без присуства кисеоника из ваздуха.
Дефлаграција је процес разлагања експлозива код кога се енергија активирања молекула предаје од слоја до слоја преношењем топлоте. Брзина хемијског разлагања код дефлаграције је релативно ниска и износи од неколико cm до неколико стотина метара у секунди.
Детонација је процес разлагања експлозива код кога се енергија активирања молекула преноси од слоја до слоја путем ударног таласа, који се кроз експлозивну материју креће надзвучном брзином. Детонациона брзина разлагања експлозивних материја достиже вредност од 1.300-9.300 m/s. Зависи од хемијског састава експлозива, густине пуњења, пречника патроне и др.

## Подела експлозива према брзини разлагања и начину деловања
Према брзини разлагања и начину деловања рударске експлозиве делимо на:
- − дефлагрантне, и
- − бризантне експлозиве.

### Дефлагрантни експлозиви
Дефлагрантни експлозиви имају релативно малу брзину разлагања, јер се енергија активирања предаје од слоја до слоја провођењем топлоте. Црни барут је главни представник дефлагрантних експлозива. Састоји се од добро хомогенизоване мешавине и то:
- калијумнитрата (75%),
- ретортног дрвеног угља-ћумура (15%) и
- сумпора (10%).

Калијумнитрат је потребан да обезбеди потребни кисеоник за сагоревање дрвеног угља и сумпора. Сумпор обезбеђује лакше паљење и равномерније сагоревање барута.
За израду барута компоненте се појединачно или по две заједно уситне у млиновима са куглама, а затим добро измешају у бубњевима са кожном облогом. Мешавина се овлажи са нешто воде (15%), згусне
под жрвњем, а онда хидрауличним пресама испресује у погаче. Добијене погаче издробе се у зрна која се суше (до испод 0,5% влаге) и евентуално полирају графитом преметањем у бубњевима. Пресејавањем кроз сита
врши се обеспрашивање и класирање зрна по крупноћи. Зрна обичног црног барута пролазе кроз сито отвора 3 mm, а остају на ситу отвора 0,2 mm.
Због тога што садржи дрвени угаљ и калијум нитрат, црни барут је врло хигроскопан (већ са 15% влаге не може се запалити), па га треба чувати на сувом месту. Влажан барут познаје се по томе што зрна постају мутна и дробе се међу прстима. Ако se такав барут осушимо, на њему се појављују мали бели кристали калијумнитрата. Ова појава позната је као тзв. "цветање" барута. Такав барут не сме употребљавати, већ га треба уништити.
Основна карактеристика црног барута је да се врло лако пали пламеном, а нарочито електричном варницом. На отвореном простору гори брзином од 3—5 m (9,8—16,4 ft), а у затвореном до 400 m (1.300 ft). При експлозији оставља део чврстог остатка (чађ).
Црни барут спада у најстарије познате експлозиве који су се користили за минирање. Касније је у пракси био замењен јачим и савременијим експлозивима, али се упркос томе, на извесним специјалним подручјима минирања још увек задржао. Рударски црни барут је експлозив који се, због изразито спорог и претежно потисног дејства, употребљава свуда тамо где се приликом минирања желе добити велики неоштећени блокови стена, нпр. каменоломима украсног камена и других грађевинских материјала, у вајарству и сл.
Користи се за израду спорогорећих штапина.
Рударски црни барут стандардно се пакује у полиетиленске кесе масе 2,5 kg (5,5 lb), које се затим стављају у картонске кутије. За паљење црног барута употребљава се спорогорећи штапин са или без детонатора или детонирајући штапин.

### Бризантни експлозиви
Бризантни експлозиви су експлозиви код којих се енергија активирања преноси од слоја до слоја путем ударног таласа, који се кроз експлозивну материју креће надзвучном брзином.
Бризантни експлозиви се деле на:
- − просте бризантне експлозиве, и
- − сложене бризантне експлозиве.

Прости бризантни експлозиви су по хемијском саставу најчешће чисти хемијски спојеви. Због тога се врло ретко употребљавају сами, осим за израду иницијалних експлозива и за неке војне потребе. Најчешће се прости бризантни експлозиви користе као бризантна компонента при изради сложених експлозива, који се широко примењују у привреди.
Сложени бризантни експлозиви су по саставу смеше више хемијских спојева. У зависности од примењеног простог бризантног експлозива као основног састојка, сложени бризантни експлозиви се деле на:
- амонијумнитратске и
- нитроглицеринске сложене експлозиве.

Према агрегатном стању сложени бризантни експлозиви углавном се производе у чврстом стању као:
- прашкасти,
- полупластични,
- пластични,
- водопластични (кашасти) и
- гранулирани.

Према намени сложени бризантни експлозиви се деле на:
- − експлозиве опште намене; и
- − сигурносне метанске експлозиве.

#### Прости бризантни експлозиви
Прости бризантни експлозиви обухватају:
- − естре азотне киселине (нитроглицерин, нитрогликол, нитроцелулоза, пентрит);
- − нитротела (тротил, тетрил);
- − амонијумнитрат; и
- − иницијалне експлозиве (фулминат живе, олово азид, олово тринитроресорцинат и др.).

##### Нитроглицерин - C3H5(ONO2)3
Нитроглицерин је производ деловања смеше азотне и сумпорне киселине на тровалентни алкохол глицерин C3H5(OH)3. У новије време користи се синтетички глицерин добијен из пропилена у рафинеријама нафте.
Нитроглицерин, или тачније глицерин тринитрат C3H5(ONO2)3, настаје по једначини:
C3H5(OH)3 + 3HNO3 = C3H5(ONO2)3 + 3H2O
При техничкој производњи нитроглицерина употребљава се мешавина азотне и сумпорне киселине у коју се улива глицерин. Додатак сумпорне киселине неопходан је ради везивања ослобођене воде, која би разблаживањем азотне киселине прекинула процес. С обзиром да је стварање нитроглицерина праћено развијањем топлоте, то се мешавина глицерина и киселина мора стално хладити. Настали уљасти нитроглицерин, као специфично лакши, издваја се на површини раствора одакле се одваја. Затим се испира водом, ослобађа заосталих киселина додавањем раствора соде, па поново испира водом да би се ослободио примеса соде.
Нитроглицерин је безбојна прозирна уљаста течност, без мириса, сладуњавог укуса, густине 1,6 g/cm³. Добро је растворљив у органским материјама, док је у води незнатно растворљив (тј. водостабилан је). Чисти нитроглицерин нема практичну примену због своје велике осетљивости на удар и трење, као и отежаном транспорту јер је у течном стању. За израду сложених експлозива представља незаменљиву компоненту. Захтева веома пажљиво руковање, с обзиром на велику осетљивост на удар и трење. Осетљивост на удар тегом од 2 kg (4,4 lb) износи 6 cm. Детонациона брзина му је око 8.000 m/s, бризантност 19 mm, радна способност 550 cm³, топлота експлозије око 6.300 kJ/kg, температура експлозије око 4.100 °C (7.410 °F; 4.370 K), гасна запремина 715 l/kg. Биланс кисеоника је позитиван. Додатком нитроцелулозе нитроглицерин прелази у више или мање меки желатин, зависно од врсте и количине додате нитроцелулозе.
Лоша особина нитроглицерина је што се кристалише у чврсту масу већ на +80 °C (176 °F; 353 K), тј. "смрзава" се, при чему постаје јако осетљив на удар и трење. Због ове особине нитроглицерину се при изради привредних експлозива додаје нитрогликол. Експлозиви израђени на бази нитроглицерина, код којих је 25% нитроглицерина замењено нитрогликолом, имају тачку мржњења на око −25 °C (−13 °F; 248 K).

##### Нитрогликол - C2H4(ONO2)2
Нитрогликол је производ деловања смеше азотне и сумпорне киселине на ди-гликол. То је безбојна прозирна уљаста течност, налик на нитроглицерин, густине 1,5g/cm³. У води се знатно јаче раствара од нитроглицерина. Лако испарава и при умереној температури. Са нитроглицерином се меша у свим односима. Мање је осетљив према удару и потресу од нитроглицерина. Осетљивост на удар тегом од 2 kg износи 15 cm. Брзина детонације му је око 7.800 m/s, температура експлозије 4.060 °C (7.340 °F; 4.330 K). Додатком нитроцелулозе, коју добро раствара, лако прелази у желатин и при нормалној температури. Има ниску тачку мржњења око −22,30 °C (−8,14 °F; 250,85 K). Због тога се додаје нитроглицерину (у количини од 20-30%), ради спречавања кристализације ("смрзавања") нитроглицерина при нижим температурама. Захваљујући нитрогликолу данашњи нитроглицерински експлозиви се могу користити и чувати на температурама до −25 °C (−13 °F; 248 K).
Употребљава се као додатак нитроглицерину при изради нитроглицеринских експлозива.

##### Нитроцелулоза - C24H40-nO20-n(ON2)n
Нитроцелулоза је производ нитрирања чисте целулозе (C24H40O20). То је бела или жућкаста влакнаста маса, лако запаљива, осетљива на удар и трење. За добијање нитроцелулозе користи се кратковлакнаста памучна целулоза. По спољашњем изгледу нитроцелулоза се не разликује од обичног памука или обичне целулозе, али има својства
бризантног експлозива.
За производњу привредних експлозива производи се посебна врста нитроцелулозе позната као колодијум памук. Густина колодијум памука је 1,6 g/cm³. У сувом стању је врло осетљив према удару и трењу. Има важну особину да са нитроглицерином и нитрогликолом гради трајну желатинску масу.
Нитроцелулоза се употребљава за израду пластичних нитро-глицеринских експлозива, амонијумнитратских полупластичних и желираних експлозива, као и бездимних барута.

##### Пентрит (нитропентаеритрит) - C(CH2ONO2)4
Пентрит је производ нитрирања четворовалентног алкохола (пентаеритрита) азотном киселином. То су бели фини кристали, тешко растворљиви у води, алкохолу и етру, а потпуно растворљиви у ацетону. Пентрит је врло јак бризантни експлозив, као чист ретко се употребљава за минирање. Сразмерно је мање осетљив на удар и трење. Осетљивост на удар тегом од 2 kg (4,4 lb) износи 25 cm. Врло је осетљив према иницијалном импулсу, има велику брзину детонације око 8.400 m/s при густини од 1,62 g/m³ и велику топлоту експлозије око 5.870kJ/kg.
Употребљава се за израду сржи детонирајућих штапина и као секундарно пуњење детонаторских каписли. Ако се пентрит помеша са тротилом, осетљивост на удар се знатно смањује. Мешавина пентрита и тротила позната је као пентолит, који се употребљава за израду појачника (бустера) за иницирање неосетљивих експлозива и експлозивних смеша.

##### Тротил (тринитротолуол) - C6H2(NO2)3. CH3
Тротил (ТНТ) се добија нитрирарањем динитротолуола концентрованом азотном киселином и олеумом. Искристалисани тротил се испира водом да би се ослободио заосталих киселина. Потпуно чист тротил добија се накнадном прекристализацијом из алкохолног раствора.
Тротил је без мириса, горког укуса, нагриза кожу. Врло је стабилан и није хигроскопан. У води се не раствара и не губи експлозивна својства, па се може користити и под водом. Има одличне техничко-минерске карактеристике. Брзина детонације је од 6.500-6.900 m/s. Осетљивост на удар тегом од 2 kg (4,4 lb) износи 90 cm. Лако се пресује и лије у разне геометријске форме. Оптимална густина је 1,44-1,48g/cm³. Има врло неповољан биланс кисеоника (-74%), због чега у гасовитим продуктима након детонације има много отровних гасова (CO,
азотови оксиди и др.).
Тротил се користи као бризантна компонента већине привредних експлозива и као секундарно пуњење детонаторских каписли.

##### Тетрил (тетранитрометиланилин) - C6H2(NO2)3NCH3NO2
Тетрил се добија нитрирањем метил или диметил анилина. У чистом стању гради беле кристале, а већином је ипак жућкасте боје. Пресовањем може повећати густину од 1,68 до 1,80 g/cm³, кад се још увек може лако довести до детонације.
Тетрил се углавном употребљава као секундарно пуњење детонаторских каписли.

##### Амонијумнитрат - NH4NO3
Амонијумнитрат се добија директним спајањем синтетичког амонијака и синтетичке азотне киселине, по једначини:
NH3 + HNO3 = NH4NO3
Завршна фаза добијања амонијумнитрата обухвата упаравање раствора у отвореним котловима или вакуму. Упаравањем у вакуму добија се ситније искристалисани амонијумнитрат, који је погоднији за производњу експлозива. У чистом облику амонијумнитрат садржи: 34% N, 5% H и 60% О од чега се 20% налази у слободном стању.
Амонијумнитрат је беличаст ситно искристалисани прах. Густина кристалног амонијумнитрата је 1,725 g/cm³, тачка топљења 170 °C (338 °F; 443 K). Хигроскопан је. Сразмерно је мало осетљив према удару и трењу. У топлој води се лако раствара.
Амонијумнитрат (AN) представља слаб експлозив, а изванредан оксиданс. При експлозији 1g AN добије се 0,2g кисеоника. Топлота експлозије је око 1.430 kJ/kg, радна способност 160–230 cm³, брзина детонације 1.500-4.200 m/s, температура експлозије 1.550 °C (2.820 °F; 1.820 K), запремина гасних продуката 980 l/kg. Критични пречник зависи од гранулације кристала и креће се од 100–300 mm.
Дуго година сматрало се да је AN неексплозивно и безопасно једињење и да у саставу експлозива служи само као носилац кисеоника - оксиданс. Повећање осетљивости AN постиже се додавањем 3,5% каолина и
0,75% воска. Амонијумнитрат се употребљава за производњу амонијум-нитратских експлозива разних врста и као додатак неким нитроглицеринским експлозивима.
У новије време производи се гранулисани амонијумнитрат, који се користи за производњу амонијумнитратских-уљних експлозивних смеша (AN-FO смеша). Гранулисани амонијумнитрат одликује се великом порозношћу (око 0,7 cm³/g), што га чини подесним за израду AN-FO смеша.

##### Иницијални експлозиви
Иницијални експлозиви су бризантни експлозиви који се могу непосредно довести до експлозије, без употребе другог експлозива. Изузетно су осетљиви на удар, варницу, топлоту и трење, па лако детонирају после веома кратког времена сагоревања. Употребљавају се за производњу детонаторских каписли и електричних детонатора.
Најпознатији иницијални експлозиви су:
- фулминат живе,
- олово азид,
- олово тринитроресорцинат и
- азид сребра.

###### Фулминат живе - Hg(CNO)2
Живин фулминат се добија растварањем живе у азотној киселини и уливањем раствора у етил алкохол. Реакција је праћена кључањем, при чему се најпре издвоје испарљиви састојци, а на дну суда искристалишу иглице фулмината.
Фулминат живе је бели до светло сиви ситни кристални прах, врло осетљив на удар, трење и топлоту. Детонира на температури од 190 °C (374 °F; 463 K), због чега са њим треба опрезно поступати. Влага смањује експлозивне карактеристике живиног фулмината, тако да при влажности од 5% долази до делимичне експлозије при удару. При влажности од 10% фулминат се разлаже без детонације, а при влажности од 30% не наступа хемијско разлагање.
Има негативан биланс кисеоника (-17%), кристална густина је 4,42 g/cm³, а насипна 1,22-1,6 g/cm³. Специфична запремина гасова је 243 l/kg. Брзина детонације, при густини од 4,0 g/cm³, је око 5.400 m/s. Осетљивост на удар тегом од 2 kg (4,4 lb) износи само 4 cm. Додатком уља, воштаних материја, парафина и др. осетљивост фулмината живе се може знатно смањити (добија се флегматизовани фулминат живе).
Живин фулминат се првенствено користи као примарно пуњење детонаторских каписли. Количина живиног фулмината у каписли бр. 6. је око 0,3-0,4 g, а у каписли бр. 8. око 0,4-0,5 g.

###### Олово азид - Pb(N3)2
Олово азид настаје из воденог раствора натријум азида и олово нитрата (или ацетата), при чему се азид олова обори као ситно искристалисан беличаст прах. Густина олово азида је 4,8 g/cm³. Према удару и трењу мање је осетљив од фулмината живе. Може се пресовати под високим притиском (до 200MPa), а да не губи осетљивост. Знатно је јачи од живиног фулмината. Према влази је мање осетљив, јер и са 30% влаге реагује као у сувом стању.
Брзина детонације олово азида, при густини од 3,8 g/cm³ је око 4.500 m/s, а при густини од 4,6 g/cm³ је око 5.400 m/s. Осетљивост на удар тегом од 2 kg (4,4 lb) износи 10 cm, специфична запремина гасова је 308 l/kg, а температура експлозије 3.730 °C (6.750 °F; 4.000 K).
Због својих добрих особина све више потискује живин фулминат, јер је јефтинији, јачи и сигурнији за руковање. Има високу тачку запаљивости 320—360 °C (608—680 °F; 593—633 K). Под утицајем угљендиоксида распада се, стварајући азотводоничну киселину која је склона детонацији. Због тога се у капислама изнад олово азида ставља слој неког другог иницијалног експлозива, најчешће олово тринитроресорцината.
Олово азид се употребљава као примарно пуњења детонаторских каписли. Каписле морају бити од алуминијума, јер олово азид хемијски реагује са бакром и нагриза га. Електродетонатори са олово азидом не смеју се употребљавати у рудницима са појавом метана и експлозивне угљене прашине.

###### Олово тринитроресорцинат - C6H(NO2)3O2Pb H2O
Олово тринитроресорцинат ("тен") настаје из воденог раствора оловонитрата (или ацетата) у који се улива раствор Mg (или Na) тринитроресорцината. То је ситно искристаласта материја смеђе боје, густине 3,01 g/cm³, велике бризантности. Лако се пали искром.
Употребљава се као примарно пуњење рударских каписли.

###### Азид сребра - Ag(N3)2
Азид сребра настаје из воденог раствора сребро нитрата и натријум азида. Добија се у облику безбојних орторомбичних кристала који су веома осетљиви на удар и трење. Кристална густина је 5,1 g/cm³, температура самозапаљења 290 °C (554 °F; 563 K), релативна енергија у односу на ТНТ је 45%.
Иако је врло стабилан и осетљив на удар и трење, није нашао ширу примену у рударству јер је доста скуп.

#### Сложени бризантни експлозиви
Сложени бризантни експлозиви представљају смешу више простих експлозива и других материја. Улазне компоненте су међусобно помешане у механичку смешу, која у себи садржи све неопходне елементе за одвијање процеса хемијског разлагања. У зависности од примењеног простог експлозива, данас се у привреди, па и у рударству, углавном примењују амонијумнитратски и нитроглицерински сложени експлозиви.
Према намени сложени бризантни експлозиви се деле на:
- − експлозиве опште намене; и
- − сигурносне метанске експлозиве, намењене за рад у рудницима са појавом метана и експлозивне угљене прашине.

##### Амонијумнитратски експлозиви опште намене
Амонијумнитратски експлозиви опште намене имају као главни састојак амонијумнитрат са разним додацима у циљу постизања веће осетљивости и веће радне способности. Додаци су разна нитроједињења као на пример:
- тротил,
- тетрил и др.,
- дрвено брашно,
- осовинско уље,
- мешавина желираног нитроглицерина и
- нитрогликола и др.

Производе се у прашкастом и полупластичном стању.

###### Амонијумнитратски прашкасти експлозиви
Амонијумнитратски прашкасти експлозиви су механичке смеше кристалног амонијумнитрата са експлозивним нитроједињењима и неексплозивним горућим додацима. Експлозивна нитроједињења су у прашкастом или течном стању и то: 
- тротил,
- нитроглицерин,
- хексоген и др.

Као горући неексплозивни додаци користе се дрвена струготина, дрвено брашно итд. Најбољи састав експлозива је онај код кога је однос горућих и експлозивних компоненти такав да се обезбеди уравнотежен биланс кисеоника.
Амонијумнитратски прашкасти експлозиви као бризантну компоненту користе тротил или нитроглицерин.
Амонијумнитратски прашкасти експлозиви са садржајем тротила састоје се од: 
- амонијумнитрата 60-85%,
- тротила 17%,
- динитротолуола,
- дрвеног брашна,
- осовинског уља и
- по потреби боје.

Мало су осетљиви на удар и трења, због чега спадају у експлозиве сигурне за руковање и транспорт. При ниским температурама нису осетљиви и не мрзну се. Према влази доста су осетљиви, тј. хигроскопни су, због чега се пакују у парафисани папир и полиетиленске кесе. Примењују се за минирање меких до средње чврстих стена. За минирање чврстих стена користе се појачани AN експлозиви са додатком спрашеног алуминијума до 5%. Осетљивост амонијумнитратских експлозива на почетни иницијални импулс зависи од квалитета израде, својстава и количине сензибилизатора, услова примене и чувања у магацину. Иницирају се класичним средствима за иницирање: рударском капислом, електродетонаторима и детонирајућим штапином.
Најпознатији AN-TNT експлозиви у бившој Југославији познати су под именом: камниктити, амонали и појачани амонали. Домаћа фабрика експлозива, пиротехнике и хемије - Трајал корпорација - Крушевац производи амонијумнитратске-ТНТ прашкасте експлозиве опште намене под именом АМОНЕКС 1-4 и амонијумнитратске прашкасте експлозиве за специјалне намене под именом ДЕМЕКС 1-3.
АМОНЕКСИ 1-4 су привредни експлозиви намењени за минирање у рударству, грађевинарству, шумарству, пољопривреди и неким другим привредним гранама. Примењују се како на површинским коповима, тако и у јамској експлоатацији, где нису присутни метан и експлозивна угљена прашина. Углавном се користе за минирање у сувим и влажним минским бушотинама, а нису погодни за минирање у бушотинама у којима има воде. Патронирају се у парафисани папир или полиетиленска црева стандардних пречника 28—230 mm (1,1—9,1 in) и маса 100—2.500 g (0,22—5,51 lb). Чувају се у складиштима чија је температура од −20—+30 °C (−4—86 °F; 253—303 K), а релативна влажност ваздуха маx 75%.
ДЕМЕКСИ 1-3 су нискобризантни експлозиви који се успешно примењују при спајању и обради метала експлозијом. Могу се користити за заваривање, површинску обраду-отврдњавање, за спајање метала итд. У рударству се користе за експлоатацију украсног камена. Испоручују се у расутом стању. Пакују се у вреће од по 25 kg (55 lb) или картонске кутије.
Амонијумнитратски прашкасти експлозиви са садржајем нитроглицерина су бризантни експлозиви који поред амонијумнитрата, тротила, динитротолуола, дрвеног брашна, осовинског уља и др. у свом саставу имају око 5% желиране смеше нитроглицерин-нитрогликол. Због садржаја нитроглицерина са нитрогликолом не мрзну се ни код најнижих зимских температура. Мање су осетљиви на влагу од прашкастих експлозива на бази тротила. Пакују се у парафисани папир и полиетиленске кесе. Примењују се за минирање средње чврстих и чврстих стена. Најпознатији експлозиви из ове групе у бившој Југославији су витезити.

###### Прашкасти и гранулирани амонијумнитратски експлозиви са садржајем горивог уља
Амонијумнитратски експлозиви са садржајем горивог уља израђени су на бази кристалног или гранулираног амонијумнитрата и одређеног процента горивог уља (нафте). На западу и код нас ови експлозиви познати су као АН-ФО смеше, док на истоку (Русији) као "игданити". Због свог простог састава ове експлозивне смеше спадају у најсигурније експлозиве за руковање. Код нас је ова врста експлозива нашла најширу примену на површинским коповима.
Прашкасте АН-ФО смеше на бази кристалног амонијумнитрата и горивог уља код нас су познате под именом: Нитрол 1 и Нитрол 2.
- Нитрол 1 је експлозивна смеша израђена од кристалног амонијумнитрата са течним (или чврстим) органским горивима, уз додатак средстава против стврдњавања. Критични пречник је 32 mm (1,3 in). Иницира се капислом бр. 8. Пакује се у патроне стандардних пречника. Користи се за подземна минирања.
- Нитрол 2 је смеша израђена од 92% AN и 8% горивог уља. Критични пречник је 60 mm (2,4 in), па се искључиво користи за минирање на површинским коповима и каменоломима. Иницира се пентолитским појачником PP-300. Пренос детонације је само у директном контакту. Пакује се у пластичне вреће за насипање у бушотине или за пнеуматско пуњење.

Нитроли се успешно примењују у рударству, грађевинарству, шумарству и пољопривреди. У рударству се користе како на површинским коповима, тако и на каменоломима за минирање средње чврстих и меких стена. Не могу се употребљавати у рудницима са појавом метана и експлозивне угљене прашине. Пакују се у полиетиленска црева стандардних пречника (50—230 mm (2,0—9,1 in)), маса 500—25.000 g (1,1—55,1 lb)  или пластичне вреће. Чувају се у складиштима чија је температура од −20—+30 °C (−4—86 °F; 253—303 K), а релативна влажност ваздуха маx 75%.
АН-ФО смеше за механизовано пуњење производе се на месту употребе, а израђене су на бази гранулираног-порозног AN и горивог уља у одређеним процентима и то: 
- AN 94-97%  и
- горивог уља 6-3%.

Обичне зрнасте непорозне врсте амонијумнитрата нису подесне за израду АН-ФО смеша, с обзиром да при мешању примају уље само по површини и слабије га задржавају у мешавини. Смеша са 94,5% AN и 5,5% горивог уља сматра се класичном и ефикасном смешом. При таквом односу компоненти смеша има нулти биланс кисеоника и разлаже се тако да у продуктима експлозије нема отровних гасова. Разлагање се одвија по једначини:
3NH4NO3 + CH2 → 7H2O + CO2 + 3N2 + 3784 kJ
АН-ФО смеше за механизовано пуњење праве се на месту употребе, тако што АН-ФО возило у сепаратним бункерима превозе обе компоненте (AN и гориво уље) до минског поља, где се укључивањем
одговарајуће опреме на возилу врши спајање компоненти у АН-ФО смешу, која се затим пнеуматским путем убацује у минске бушотине.
Фабрика експлозива, пиротехнике и хемије - Траyал корпорација - Крушевац производи АН-ФО смеше за механизовано пуњење под именом: АНФЕКС П и АНФО Ј. 1.
АН-ФО смеше се првенствено користе за минирање у сувим минским бушотинама великих пречника. Њиховим развојем данас је проширено поље примене на средње и мале пречнике бушотина.
- АНФО Ј.1. је намењен за механизовано пуњење минских бушотина у јамској експлоатацији.
- АНФЕКС П је намењен првенствено за пуњење минских бушотина на површинским коповима и каменоломима. Не сме се користити за минирање у бушотинама са водом, јер се амонијумнитрат лако раствара у води, при чему долази до слабљења или губљења експлозивног својства смеше.

Техничко-минерске карактеристике АН-ФО смеша зависе од читавог низа фактора, као што су: гранулација AN, пречник бушотине, густина пуњења у бушотини, величина и снага појачника, влажност бушотине, контакт са зидом бушотине итд.

###### Водопластични амонијумнитратски-Slurry експлозиви
Водопластични-"Слуррy" експлозиви представљају најновије експлозивне смеше, чија примена код нас и у свету непрекидно расте. Због својих добрих особина Slurry експлозиви су нашли широку примену код масовних минирања на површинским коповима, где се ради са средњим и великим пречницима бушотина. Водопластични експлозиви у свом саставу садрже:
- водене растворе оксидационих соли (амонијумнитрата или натријумнитрата),
- сензибилизирајуће материје експлозивног и неексплозивног карактера (бездимни барут, тротил, нафта и др.) и
- металне прахове као високоенергетска горива.

У састав експлозива улазе још стабилизатори и високомолекуларни пластификатори ради постизања довољне пластичности и стабилности смеше.
За производњу водопластичних-Slurry експлозива користи се кристални амонијумнитрат, који се раствара у води (10-14% воде) дајући при томе засићен раствор. Захваљујући води и погодним пластификаторима-згушњивачима ови експлозиви имају кашасту конзистенцију, велику густину и добру водоотпорност, па се могу користити и у минским бушотинама које садрже воду. Због садржаја воде осетљивост на удар и трење је изразито смањена, што повећава сигурност примене и омогућава механизовано пуњење минских бушотина. Нису осетљиви на класична средства за иницирање, па се за њихово иницирање примењује пентолитски појачник - бустер или патрона обичног експлозива (амонала). Густина им је 1,4-1,6 g/cm³, а брзина детонације 5.000-6.200 m/s. Имају велики критични пречник φ 60 mm (2,4 in).
Користе се за минирање чврстих стена на површинским коповима.
Оптимални резултати при минирању водопластичним-Slurry експлозивима добијају се код примене на површинским коповима, где је пречник бушотине већи од 70 mm (2,8 in). За успешну и економичну примену ових експлозива неопходно је ускладити димензије пентолитског појачника у односу на пречник бушотине и количину експлозива.
Водопластични-Slurry експлозиви могу се производити:
- − фабрички и паковати у патроне одређених димензија, или
- − производити на месту употребе и директно упумпавати у бушотине.

Патронирани водопластични-Slurry експлозиви израђују се без металних прахова или са садржајем металних прахова, при чему имају допунску ознаку M. Метални прахови додају се ради повишења топлоте експлозије.
Фабрика експлозива, пиротехнике и хемије - Траyал корпорација - Крушевац производи патрониране водопластичне-Slurry експлозиве под комерцијалним називом: ДЕТОНЕКС, БОРИТ и БОРИТ М.
Водопластични експлозиви се патронирају у полиетиленска црева стандардних пречника (60—100 mm (2,4—3,9 in)) и маса (1.500—4.000 g (3,3—8,8 lb)). Чувају се у скаладиштима чија је температура од −20—+30 °C (−4—86 °F; 253—303 K), а релативна влажност ваздуха маx 75%.
Водопластични - Slurry експлозиви за механизовано пуњење су експлозиви који се справљају на месту минирања. Састоје се од:
- засићеног воденог раствора амонијумнитрата и других додатака за појачање, као што су: 
  - тротил,
  - бездимни барут,
  - гориво уље,
  - спрашени алуминијум и др.

У састав експлозива улазе и средства против сегрегације која обезбеђују стабилност суспензије и вискозитет, као што су натријумова со карбоксиметилцелулозе, гуар и др.
Фабрика експлозива, пиротехнике и хемије - Траyал корпорација - Крушевац, производи водопластичне - Slurry експлозиве на месту примене, под комерцијалним називом: Мајданити.
Мајданити су кисеонично балансиране смеше воденог раствора и то:
- амонијумнитрата (оксидант) и
- неексплозивних горивих материја (дизелског уља,
- гликола,
- прахова алуминијума,
- феросилицијума,
- спрашеног угља и др.),
- као и додатака у сврху стабилизације и пластификације.

Енергија која се при експлозији ослобађа је резултат врло брзе оксидационо-редукционе реакције између горива и оксиданта, а која настаје када се смеша иницира снажним појачивачем високог детонационог притиска. Ни једна од компонената које улазе у састав Мајданита није сама за себе експлозив. Спајање горива и оксиданта у експлозивну смешу врши се у току пуњења минске бушотине. То се остварује на Slurry возилу, које представља малу покретну фабрику експлозива. Slurry возило у одвојеним бункерима носи водени раствор оксиданата и смешу горива до минског поља, где се помоћу електронски програмиране опреме гориво и оксидант мешају. Настала кашаста смеша, помоћу пумпе и гуменог црева, директно се упумпава у минску бушотину. Код овог система постоји могућност пуњења минских бушотина без прекида, са енергетски различитим смешама.
Мајданити су експлозиви који своју пуну детонациону способност добијају тек када се нађу у минској бушотини. За активирање захтевају снажан иницијални импулс, какав дају пентолитски појачивачи - бустери или слични бризантни експлозиви високог детонационог притиска.
Систем производње мајданита помоћу Slurry возила, представља данас најсавременији начин снабдевања великих површинских копова са потребним количинама експлозива. Снага мајданита се може подешавати према конкретној ситуацији и захтевима стенске масе која се минира, док се не постигну најоптималнији резултати. То омогућава да се мајданити јаче енергетске снаге
пумпају на дно минске бушотине до жељене висине, а затим се без прекида аутоматски наставља пумпање енергетски слабијег састава у горњи део минске бушотине.
Водотпорност мајданита је одлична. Излазећи из црева спуштеног до дна бушотине пуне воде, мајданит потискује воду навише, а да при том не долази ни до какве промене његовог састава, ни смањења експлозивних својстава. Стуб истиснуте воде поприма улогу чепа минске бушотине.

###### Емулзиони експлозиви
Емулзиони експлозиви представљају последњу генерацију водопластичних-Slurry експлозива. Основа за емулзионе експлозиве је стабилна неексплозивна емулзија израђена на бази класичног система оксиданс-гориво. У техничком смислу емулзије представљају дисперзни двофазни систем у коме је једна фаза диспергована у другој.
Емулзије представљају водене растворе неорганских соли (оксиданти) и различитих горивих материја: 
- уља,
- дизел горива,
- растопљених воскова и др.

Суштински посматрано емулзије представљају смешу две течности које се не мешају.
Емулзије могу бити типа: вода у уљу или обрнуто уља у води. Да би овако добијена емулзија поседовала одређена експлозивна својства додају јој се различити адитиви, као што су: 
- стаклени или пластични микробалони,
- перлити, гранулирани амонијумнитрат,
- метални прахови,
- атомизирани алуминијум,
- феросилицијум и сл.

Емулзиони експлозиви, за разлику од других Slurry експлозива, имају идеалне детонационе карактеристике, чак и при малим пречницима употребе. У погледу конзистенције, детонационих карактеристика и примене, емулзиони експлозиви показују велику флексибилност.
Користе се за минирање стена различите чврстоће, са пречницима бушотина од φ 30—300 mm (1,2—11,8 in). Поседују велику брзину детонације, релативно високу густину и детонациони притисак. Активирају се јаким пентолитским појачивачем или рударском капислом бр. 8, зависно од врсте и типа.
Фабрика експлозива, пиротехнике и хемије - Траyал корпорација - Крушевац производи емулзионе експлозиве под комерцијалним називом. ДЕТОЛИТ и ДЕМУЛЕX.

###### Амонијумнитратски полупластични експлозиви
Амонијумнитратски полупластични експлозиви у свом саставу имају:
- Желиране смеше нитроглицериннитрогликол 20-40%,
- амонијумнитрат,
- тротил,
- Дрвено брашно,
- Стабилизаторе и др.

Постојани су на високим и ниским температурама. Отпорни су на утицај влаге и воде. Осетљиви су на класична средства за иницирање. Користе се за минирање тврдих и врло чврстих стена.
Фабрика експлозива, пиротехнике и хемије - Траyал корпорација - Крушевац не производи ову врсту експлозива. Најпознатији експлозиви из ове групе који су се производили у претходној Југославији су: Витезити 20; 25; 30; 35 и 40.
У групу амонијумнитратских полупластичних експлозива спадају и експлозиви за геофизичка и сеизмичка истраживања - геовити. У свом саставу имају 20-40% желиране смеше нитроглицерин-нитрогликол, амонијумнитрат, баријеве сулфате и друге компоненте. Намењени су за геофизичка истраживања, односно за вештачко изазивање сеизмичких таласа у стени. Могу детонирати под високим хидростатичким притиском. Отпорни су на високе и ниске температуре. Погодни су за подводна минирања. Иницирају се специјалним електродетонаторима намењеним за ова испитивања. Патронирају се у пластична црева од поливинилхлорида, полиетилена или полистирола. Најпознатији експлозиви из ове групе који су се производили у претходној Југославији су Геовит 26 и 36.

##### Нитроглицерински пластични експлозиви опште намене
Нитроглицерински пластични експлозиви као главни састојак у свом саставу имају преко 80% желиране смеше нитроглицерин-нитрогликол, као и друге органске и неорганске компоненте у мањем проценту.
Најпознатији нитроглицерински пластични експлозиви су: 
- минерска желатина,
- желирани витезит,
- динамити и
- желигнити.

Минерска желатина (праскава желатина) је најснажнији нитро-глицерински експлозив са брзином детонације 7.800 m/s, температуром експлозије 4.210 °C (7.610 °F; 4.480 K) и радном способношћу 520 cm³ (по Трауцлу).
Састоји се од:
- нитроглицерина 92-94% и
- колодијум памука 6-8%, који у овом односу дају прозирну, жилаву желатинску масу, жутомрке боје. Незнатно је осетљива према влази. Врло је стабилна у магацину. Иницира се рударском капислом бр. 3.

| Карактеристике             | Витезит 100 | Витезит 80 II | Витезит 80 | Витезит 60 | Витезит 50 |
| -------------------------- | ----------- | ------------- | ---------- | ---------- | ---------- |
| Густина, g/cm³             | 1,5         | 1,5           | 1,5        | 1,48       | 1,48       |
| Брзина детонације, m/s     | 7.300       | 6.800         | 6.800      | 6.500      | 6.300      |
| Пренос детонације, cm      | 6-8         | 6-8           | 6-8        | 8-10       | 8-10       |
| Проба по Траузлу,          | 520-560     | 500-520       | 480-500    | 500-520    | 460-480    |
| Гасна запремина, m/kg      | 709         | 670           | 639        | 788        | 829        |
| Топлота експлозије, kJ/kg  | 6.482       | 5.975         | 5.573      | 5.506      | 4.982      |
| Температура експлозије, °C | 4.187       | 3.937         | 3.644      | 3.390      | 3.030      |
| Специфични притисак, MPa   | 1.198       | 1.067         | 948        | 1.092      | 1.037      |

Динамити се састоје од желираног нитроглицерина са спрашеним натријумнитратом или амонијумнитратом уз додатак калијумперхлората, нитротела, дрвеног брашна и др. Пластични су, али мање еластични и жилави од минерске желатине. Према садржају нитроглицерина (63,5 + 10%) разликује се: динамит 1 и динамит 5. Динамит 1 има брзину детонације 6.500 m/s, радну способност 397 cm³ (по Трауцлу). С обзиром да је снажнијим од динамита 5 чешће се употребљава.
Смрзавање је општи недостатак динамита, које почиње на +11 °C (52 °F; 284 K) или +8 °C (46 °F; 281 K) и наниже напредује прилично брзо. Смрзнути динамит је врло осетљив на удар и трење, па је сувише опасно да се у таквом стању користи. Уз то смрзнути динамит обично непотпуно детонира и развија отровне гасове. Смрзавање се спречава држањем динамита на умерено топлом месту, за што су нарочито погодни подземни магацини. Такође, нарочитим додацима (динитрохлоридин и др.) смрзавање се може потпуно избећи, при чему се такви динамити означавају као "тешко смрзавајући". Смрзнути динамит се "крави" загревањем у металном суду постављеном у врућу воду.
Динамити се употребљавају за минирање стена и руда различите тврдоће, зависно од врсте динамита.
Желигнити су желирани нитроглицерински експлозиви са садржајем 34-72% мешавине нитроглицерин-нитрогликол уз додатак спрашеног калијумнитрата или натријумнитрата и целулозних материја. Одликују се великом густином, знатном брзином детонације, добром хемијском стабилношћу, добром постојаношћу према влази и др. Услед садржаја нитрогликола подносе ниже температуре, без штетних последица. Састав продуката експлозије је повољан.
Производе се под комерцијалним именом витезити, са ознаком садржаја нитроглицерина (% NG). Употребљавају се, зависно од релативне снаге, за минирање тврдих, средње тврдих и меких стенских
материјала, под земљом и на површини.

##### Метански сигурносни експлозиви
Метански сигурносни експлозиви су се развили од класичних амонијумнитратских и нитроглицеринских експлозива, од којих се разликују садржајем одређених количина инертних соли (10-50% зависно од врсте). Најчешће коришћене инертне соли су натријумхлорид и калијумхлорид. Инертне соли у процесу експлозије прелазе у парно-гасовито стање (сублимишу), чиме се постиже снижење температуре експлозије за око 1.000 °C (1.830 °F; 1.270 K), као и смањење величине и дужине пламена експлозије. Додавањем инертних соли знатно се смањује радна способност метанских експлозива.
Метански сигурносни експлозиви се производе као:
- − прашкасти метански експлозиви; и
- − полупластични метански експлозиви.

Прашкасти метански експлозиви на бази амонијумнитрата састоје се од:
- амонијумнитрата (око 62%),
- тринитротолуола (око 7%),
- натријумхлорида (око 27%),
- угљене прашине (1,5%),
- карбоксиметилцелулозе (0,5-2%),
- калцијумстеарата,
- дрвеног брашна и др.

Појачане врсте прашкастих метанских експлозива садрже и мешавину нитроглицерин-нитрогликол (до 5%), ради повећања радне способности.
Фабрика експлозива, пиротехнике и хемије - Траyал корпорација - Крушевац производи две врсте прашкастих метанских експлозива и то: Метандетонит 1 и Метандетонит 2.
Метандетонити су осетљиви на воду, тј. хигроскопни су, те се при употреби у влажним бушотинама морају заштитити пластичним фолијама. Имају позитиван биланс кисеоника па су погодни за јамска минирања. Производи детонације не садрже отровне гасове. Користе се за минирање у рудницима са појавом метана и експлозивне угљене прашине.
Полупластични метански експлозиви израђени су на бази амонијумнитрата са знатно већим процентом желиране смеше нитроглицерин-нитрогликол (21-31%) и уз већу количину инертних соли (35-40% натријумхлорида или калијумхлорида). Отпорнији су према влази и располажу већом радном способношћу у односу на прашкасте
врсте. Полупластични метански експлозиви употребљавају се за минирање у угљу и пратећим стенама веће чврстоће.
Посебну врсту ових експлозива представљају оклопљени полупластични метански експлозиви. Код њих се ради повећања сигурности, патроне експлозива облажу слојем слабог експлозива уз додатак мешавине
натријумбикарбоната и натријумхлорида (инертних соли). При експлозији мање врели гасови из облоге патроне делују као заштитни омотач, између врелих гасова детонације и присутног метана или експлозивне угљене прашине.

##### Карактеристике домаћих рударских експлозива
Наша домаћа Фабрика експлозива, пиротехнике и хемије – Траyал корпорација-Крушевац у свом производном програму има четири основне групе привредних експлозива и то:
- − амонијумнитратске-ТНТ прашкасте експлозиве,
- − АН-ФО експлозиве,
- − водопластичне “Слуррy” експлозиве, и
- − метанске сигурносне експлозиве.

##### Производња сложених експлозива
Производња сложених експлозива своди се на мешање саставних компоненти и патронирање мешавине. При томе, процес производње прашкастих и пластичних експлозива разликује се само у појединостима.
Производња прашкастих амонијумнитратских експлозива обухвата најпре потпуно сушење хигроскопног амонијумнитрата у цевним сушницама, а затим млевење осушеног производа, пошто је склон згрушавању у току сушења. Млевење се може вршити истовремено са прашкастим неексплозивним састојцима, који улазе у састав ових експлозива.
Ароматична нитротела, уколико нису у течном стању, претходно се стопе па им се у загрејаном стању додају амонијумнитрат и други састојци. Све се то измеша у плитким цилиндричним мешалицама, које се споља загревају воденом паром.
Неексплозивне и нетопиве материје, богате угљеником, изискују врло присно мешање са амонијумнитратом у сувом или влажном стању, да би експлозив имао довољну моћ детонације.
Опасне експлозивне материје, као што су нитроглицерин и нитрогликол, обично се додају на крају производног процеса, при чему се мешање обавља у специјалним машинским мешалицама. Ово се најчешће врши у посебним одељењима ради веће безбедности.
Патронирање амонијумнитратских прашкастих експлозива обавља се аутоматски утискивањем експлозива у патроне цилиндричног облика, одређених димензија и маса. У зависности од врсте експлозива и услова његове примене зависи и начин паковања. Прашкасти експлозиви пречника испод 60 mm (2,4 in) пакују се у парафисани натрон папир, а као заштита од спољне влаге користе се полиетиленске кесе за скупно паковање, које се херметички затварају. Пречници изнад 60 mm (2,4 in) патронирају се у полиетиленска црева или врећице, које се затим стављају у картонске кутије до одређене масе. Димензије и масе појединих патрона привредних експлозива су стандардизоване и произвођачи су дужни да их се придржавају у току производње.
Производња пластичних експлозива обухвата као прву фазу желирање мешавине нитроглицерина и нитрогликола мешањем са колодијум памуком. Колодијум памук који се користи за желирање садржи 12,25% N и мора се претходно добро осушити. Мешање се врши у плитким судовима са лопатицама, који се споља загревају водом температуре 40—50 °C (104—122 °F; 313—323 K). У ове судове најпре се усипа мешавина нитроглицерина и нитригликола, а затим се додаје колодијум памук у количинама које су сразмерне саставу експлозива.
Затим следи мешање са спрашеним амонијумнитратом (код пластичних амонијумнитратских експлозива) или код динамита мешање са шалитром, дрвеним брашном и другим компонентама, зависно од врсте динамита.
Последња фаза је патронирање, које се врши истискивањем пластичне масе експлозива кроз кружни отвор одговарајућег пречника. Патронирање се врши у полиетиленска црева стандардног пречника и масе. Затим се патроне пакују у полиетиленске кесе које се херметички затварају и слажу у картонске кутије до одређене масе.
Амонијумнитратски-уљни експлозиви (АН-ФО смеше) и водопластични-Slurry експлозиви производе се у фабрикама експлозива (патрониране врсте) или се праве на месту минирања и директно упумпавају у бушотине. Фабрике експлозива су произвеле покретне станице (AN-FO и Slurry возила) које представљају мале покретне фабрике експлозива. Slurry или ANFO возило у одвојеним бункерима носе оксиданте (амонијумнитрат) и смешу горивог уља до минског поља, где се помоћу електронски програмиране опреме, гориво и оксидант мешају. Настала кашаста смеша помоћу пумпе и гуменог црева директно се упумпава у минску бушотину.

## Средства за иницирање експлозива
Да би привредне бризантне експлозиве довели до детонације, потребно им је саопштити почетни иницијални импулс. За то су потребна средства за иницирање која имају способност да детонирају ако се запале пламеном или искром.
У средства за иницирање експлозива спадају:
- − детонаторска (рударска) каписла;
- − електрични детонатори;
- − спорогорећи штапин;
- − детонирајући штапин;
- − помоћна средства за паљење спорогорећег штапина; и
- − појачивачи импулса-бустери.

### Средства за иницирање експлозива отвореним пламеном
У средства за иницирање експлозива отвореним пламеном спадају:
- − детонаторска (рударска) каписла;
- − спорогорећи штапин; и
- − помоћна средства за паљење (минерско саће, минерски туљци и минерске шибице).

#### Детонаторска-рударска каписла (DK)
Детонаторска (рударска) каписла користи се за активирање експлозивног пуњења или детонирајућег штапина у сувим радним условима, где нема појаве метана и експлозивне угљене прашине. Детонаторска (рударска) каписла је метална цилиндрична чаурица, затворена са једне стране, у коју је упресована експлозивна материја. С друге стране чаурице налази се отвор у који се ставља средство за активирање.
Детонаторска каписла састоји се од:
- − металне чаурице стандардних димензија;
- − металне покривке;
- − иницијалног (примарног) пуњења; и
- − бризантног (секундарног) пуњења.

Чаура и покривка израђени су од истог материјала и то: бакра (и његових легура, нпр. томбака) или алуминијума (и његових легура). Материјал чауре зависи од врсте иницијалног експлозива. Код чаура од бакра или томбака као иницијално пуњење употребљава се фулминат живе, док се код чаура од алуминијума или његових легура као иницијално пуњење употребљава олово азид са оловотринитроресорцинатом. У супротном долази до нагризања материјала чауре.
На дно чауре прво се упресује бризантни експлозив, а изнад њега иницијални експлозив. Бризантно пуњење састоји се од тротила или пентрита, а може се користити и хексоген. Количина бризантног пуњења код каписле бр. 8 износи 0,8 g, а код каписле бр. 6 око 0,5 g. Изнад бризантног (секундарног) пуњења налази се 0,4 до 0,5 g иницијалног (примарног) експлозива. За
иницијално пуњење користи се фулминат живе или оловоазид са оловотринитроресорцинатом. Ово пуњење заштићено је металном покривком са отвором на средини. Врста иницијалног пуњења зависи од врсте материјала чауре, што је напред већ образложено.
Остали празан простор у каписли (око 1/3) служи за уметање и учвршћивање спорогорећег штапина или електричног упаљача, као средства за иницирање. Према својој јачини детонаторске каписле се раде од бр. 1 до бр. 10. У пракси се најчешће употребљавај каписле бр. 6 и бр. 8 и то: каписла бр. 8 за амонијумнитратске прашкасте експлозиве, а каписла бр. 6 за нитроглицеринске експлозиве.
Наше домаће каписле имају ознаке:
- DK-6-Al,
- DK-8-Al,
- DK-6-Cu,
- DK-8-Cu.
- где је: DK - ознака за детонаторску капислу;
- број 6 и 8 - јачина каписле;
- Al и Cu - симбол материјала чаурице.

| Oznaka           | L, mm max | E, mm min | D, max | d, min | d1 mm |
| ---------------- | --------- | --------- | ------ | ------ | ----- |
| DK-6-Al; DK-6-Cu | 35        | 19        | 7,5    | 6      | 3     |
| DK-8-Al; DK-8-Cu | 45        | 19        | 7,5    | 6      | 3     |

Детонаторске каписле са бакарном чауром примењују се у јамама са појавом метана и експлозивне угљене прашине. У овим јамама не смеју се користити алуминијумске каписле, јер алуминијум на повишеним температурама гори отвореним пламеном који може упалити метан или угљену прашину. Алуминијумске каписле користите се на површинским коповима и јамама где нема опасности од метана и угљене прашине.
Каписле се не смеју бацати, тумбати ни притискати. Иницијално пуњење је веома осетљиво на удар, трење, пламен и варницу. Температура самодетонације каписле већа је од 120 °C (248 °F; 393 K). Каписле не мењају своје функционалне особине при температурама од −20—+20 °C (−4—68 °F; 253—293 K).
Детонаторске каписле се пакују по 100 комада у картонске или лимене кутије, са отвором окренутим на горе. Међупростори између каписли испуњени су сувом струготином. По пет кутија сачињава један пакет. Пакети се слажу у двоструке дрвене сандуке. Садржај сандука може износити 5.000 или 10.000 комада каписли.
Најважније техничко-минерске карактеристике детонаторских каписли су: 
- бризантност,
- радна способност по Трауцлу,
- способност детонације каписле према Хејду,
- сигурност детонаторске каписле итд.

#### Спорогорећи штапин
Спорогорећи штапин је средство за паљење које се у склопу са детонаторском капислом користи за појединачно паљење минских пуњења на површини или под земљом, уколико не постоји опасност од метана или експлозивне угљене прашине. За иницирање детонаторских каписли потребно је спорогорећи штапин ставити у капислу и стегнути минерским клештима. Затим се слободни крај штапина запали отвореним пламеном и када штапин догори даје пламени импулс помоћу кога се иницира детонаторска каписла. Спорогорећи штапин се не сме употребљавати у рудницима са
појавом метана и експлозивне угљене прашине.
Спорогорећи штапин се израђује у виду врпце (канапа). Састоји се од барутне сржи и омотача. Срж штапина израђена је у виду континуираног пуњења од ситнозрног црног барута (4,5-5,7 g/m'), са памучним концем кроз средину сржи, који има задатак да обезбеди равномеран распоред црног барута при изради штапина. Срж штапина обавијена је са два или три унакрсно плетена заштитна омотача од кудеље или памучне пређе, преко којих су нанесена два изолациона слоја битумена или један слој пластичне изолације. Омотач спречава прогоревање штапина, тј. варничење у бочне стране.
Зависно од врсте и броја слојева заштитне изолације разликујемо:
- − дупли спорогорећи штапини са памучном пређом и битуменском заштитом, који се искључиво примењују на сувим радилиштима; и
- − универзални спорогорећи штапини са PVC заштитом, који се примењује за рад у сувим и влажним условима, као и за рад под водом до дубине 10 m (33 ft).

Време горења спорогорећег штапина се креће у границама од: 110-140 s/m' са толеранцијом од +10 s. Из овога произилази да 1 m' спорогорећег штапина гори најбрже 100 s и најспорије 150 s. У пракси се обично узима да 1 m' штапина гори за 120 s. Време горења штапина се битно скраћује када гори под притиском (под водом или у јако набијеној бушотини), о чему треба водити рачуна приликом избора дужине штапина.
Фабрика експлозива, пиротехнике и хемије - Траyал корпорација - Крушевац производи универзални спорогорећи штапин (USŠ) за рад у сувим и влажним условима, као и за рад под водом до дубине 10 m. Основне карактеристике овог штапина су: пречник φ 5,2+0,5 m, време горења 110–140 m/s, боја изолације црна.
При паковању штапин се намотава у калемове, при чему крајеви штапина морају бити изоловани од атмосферских утицаја. Калем универзалног спорогорећег штапина садржи 250 m. У кутије од таласастог картона
пакује се по 4 калема спорогорећег штапина. Штапин се чува у складиштима чија температура је од −20—+20 °C (−4—68 °F; 253—293 K), а релативна влажност ваздуха маx. 75%. Чуван у овим условима штапин треба да се употреби у року од 6 месеци.

#### Помоћна средства за паљење спорогорећег штапина
Да би се спречиле незгоде које се дешавају при раду са спорогорећим штапином, произведена су помоћна средства за његово паљење. Ова средства омогућују брзо и безбедно паљење штапина.
У помоћна средства за паљење спорогорећег штапина спадају:
- − минерско саће;
- − минерски туљци; и
- − минерске шибице.

Минерско саће омогућава истовремено паљење већег броја штапина односно минских пуњења. Израђено је од картонских цевчица, међусобно повезаних у виду саћа, премазаних на једном крају запаљивом масом. Други крај цевчице је отворен ради стављања штапина. Паковано је по 30 цевчица заједно, али се по потреби може откинути и употребити само онолико цевчица колики број минских пуњења палимо. Руковање саћем је просто и безбедно.
Минерски туљци се употребљавају за истовремено паљење 5 штапина, односно минских пуњења која нису сувише удаљена једна од другог. Израђени су од картона у виду цевчице, чије је дно премазано запаљивом смешом. У туљак може да се стави 6 штапина, од којих 5 штапина воде до минских пуњења, а шестим се припали запаљива смеша у самом туљку.
Минерска шибица се употребљава за припаљивање спорогорећег штапина непосредно или преко минерског саћа. Врло бурно сагорева, развија високу температуру и због тога пали штапин скоро тренутно. Осигурана је против утицаја влаге, а гори на промаји и ветру. Време горења минерске шибице је приближно 1 минут. Гашење шибице је знак минеру да треба да се склони, ако је најкраћи штапин кога пали дужине 1 m.

### Средства за иницирање експлозива електричним импулсом
При извођењу минерских радова широко се примењује електрично паљење минских пуњења. Заснива се на топлотном дејству електричне струје, које се може представити изразом:
Q = I2 R
где је: 
- I - јачина електричне струје, (А);
- R - отпор струјног кола, (Ω).

У односу на штапинско паљење, паљење мина електричном струјом има више предности, као што су:
- − омогућава једновремено паљење великог броја мина;
- − омогућава паљење у тачно одређено време;
- − омогућава временско паљење, при чему интервал застоја може да се креће од неколико ms до 1 s;
- − могуће је паљење минског пуњења са жељеног растојања;
- − једини је начин паљења који је дозвољен у рудницима са метанским режимом рада;
- − може се применити у свим временским условима, при топлом и хладном времену, на сувом и влажном терену итд.

У средства за електрично паљење мина спадају:
- − електрични детонатори (ED);
- − проводници електричне струје;
- − извори струје за паљење;
- − мерно-контролни инструменти; и
- − помоћни прибор.

#### Електрични детонатори (ED)
Електрични детонатор (ED) је херметички затворена детонаторска каписла бр. 8 у коју је уграђен електрични упаљач (EU). Електрични детонатори имају тачно дефинисане електричне карактеристике, које дефинишу њихову функцију и сигурност при раду.
Електрични упаљач (EU) служи за стварање пламеног импулса, који је способан да изазове детонацију иницијалног (примарног) и главног (секундарног) пуњења, која су смештена у детонаторску капислу (DK). Електрични упаљач се састоји од лако запаљиве главице и два изолована проводника. У зависности од тога како струја пролази кроз електрични упаљач и како се врши паљење запаљиве главице, разликују се три типа EU:
- − EU са металним мостићем (мостни);
- − EU са струјно-проводљивом запаљивом главицом; и
- − EU са расцепком (варнични, напонски).

Проласком електричне струје кроз главицу, мостић главице се усија до одређене температуре на којој се пали лако запаљива главица, која даје довољно јак топлотни импулс за паљење успоривачке смеше или примарног пуњења детонаторске каписле.
Материјал од кога се израђује запаљива главица мора бити:
- − осетљив на топлотни импулс;
- − стабилан, тј. да не ступа у хемијску реакцију;
- − не сме бити хигроскопан;
- − способан да створи пламени импулс.

Као материјал за запаљиву главицу користи се: 
- ацетилид бакра;
- пикрит;
- пикриминат олова;
- мононитроресорцинат;
- олова и др.

Мостић EU израђује се од легура које имају велики специфични отпор, добру отпорност на корозију и ниску тачку топљења. Као материјал за мостић користе се легуре: 
- никл-хрома (80:20%),
- инвар (36% Ni и 64% Fe),
- легуре платино-иридијума и др.

Пречник жице мостића креће се у границама од 0,02—0,05 mm (0,00079—0,00197 in), а дужина мостића је око 0,5—5 mm (0,020—0,197 in). Учвршћивање мостића у запаљиву главицу може бити еластично или чврсто.
У зависности од електричне осетљивости производе се три типа запаљивих главица и то:
- − стандардни тип А са отпором мостића 1,2-1,4 Ω (струја за серијско паљење износи I100 ≥ 1,0А);
- − тип B отпором мостића 0,4-0,6 Ω (струја за серијско паљење износи I100 ≥ 3,2 А);
- − високо неосетљиви упаљачи са отпором мостића ≈0,03 Ω (струја за серијско паљење износи I100 ≈ 20 А).

Данас се за минирање углавном примењују EU стандардног типа А, са отпором мостића 1,2-1,4 Ω.
Електрични упаљач са струјно-проводљивом запаљивом главицом конструисан је тако да је сама запаљива главица струјно проводљива и лако запаљива. Проводљивост струје се постиже тако што се у смешу запаљиве главице уграђује ситно млевени метални прах и графит. EU са додатком металног праха су врло осетљиви. За појединачно паљење EU овог типа потребно је свега неколико mA, при напону од 2-3 V. Ове EU лако могу упалити лутајуће струје, па се не употребљавају за минерске радове у рудницима.
Електрични упаљач са расцепком (варнични упаљач) конструисан је тако да су доводне жице за струју у запаљивој главици међусобно размакнуте. Напон неопходан за паљење запаљиве смеше зависи од растојања
жица-електрода, од облика њихових крајева, као и од врсте запаљиве смеше која је упресована између електрода. ЕУ са расцепком су намењени за радове, када се као извор струје користи машина које даје напон 2.000-3.000 V, што ове EU чини веома отпорним на лутајуће струје.
За израду електричних детонатора користе се детонаторске каписле израђене од бакра или алуминијума или њихових легура. Приближно 2/3 каписле испуњено је примарним и секундарним пуњењем, а преостала 1/3 служи за уметање и учвршћивање електричног упаљача.
Према намени електрични детонатори се деле на:
- − детонаторе за иницирање експлозивних пуњења код радова на површини и у јами, на сувим и мокрим радилиштима и под водом дубине до 2 m (6,6 ft);
- − детонаторе за минирање под водом дубине до 200 m (660 ft);
- − детонаторе за минирање на радилиштима са појавом метана и експлозивне угљене прашине;
- − детонаторе за сеизмичка минирања.

Електрични детонатори намењени за минирање у рудницима морају имати одређени квалитет у погледу електричних, техничко-минерских, механичких и сигурносних карактеристика.

##### Врсте електричних детонатора
У савременој пракси минирања користе се следећи електрични детонатори:
1) Тренутни електрични детонатори.
2) Временски електрични детонатори:
- − електрични детонатори са закашњењем израженим у секундама;
- − милисекундни ЕД са закашњењем израженим у мс.

3) Метански - сигурносни електрични детонатори:
- − тренутни метански електродетонатори;
- − милисекундни метански електродетонатори.

4) Специјални електрични детонатори - сеизмички.
Тренутни електрични детонатор (TED) је детонатор чије се експлозивно пуњење активира тренутно, одмах након успостављања кола електричне струје. Тренутни електрични детонатори се користе за минирање на
површинским и подземним радилиштима, на сувим и мокрим радилиштима и под водом до 2 m (6,6 ft) дубине. Намењени су за појединачно паљење мина или када је потребно да све мине детонирају одједном (заломне мине и сл).
Елементи тренутног електричног детонатора су:
1. чаура;
2. бризантно експлозивно пуњење;
3. иницијално експлозивно пуњење;
4. покривка;
5. заштитна (антистатичка) цевчица;
6. електрична лако запаљива главица;
7. водонепропустиви заптивач;
8. електропроводници;
9. плочица за означавање детонатора.

Тренутни електрични детонатори носе ознаку "0" која се утискује на данце детонатора, а на плочицу се утискују ознаке за тип детонатора и знак произвођача. Електрични детонатори са успореним дејством (временски електродетонатори) имају уграђен успоривачки елемент, који се уграђује између електричне лако запаљиве главице и иницијалног (примарног) пуњења каписле.
Паљење иницијалног пуњења не остварује се директно од пламеног импулса лако запаљиве главице, већ тај импулс најпре пали успоривачки елемент, који је програмиран да гори одређено време, а затим овај активира иницијално пуњење детонаторске каписле.
Детонатори са успореним дејством деле се на:
- − четвртсекундне који детонирају у називном интервалу од 1/4 секунде;
- − полусекундне који детонирају у називном интервалу од 1/2 секунде.

Елементи електричног детонатора са успореним дејством су:
1. Првих 9 елемената је потпуно исто као и код горе поменутог тренутног електричног детонатора, а само је разлика на задњем елементу;
2. а то је - плочица за интервални број.

Електро детонатори са успореним дејством се производе у серијама од броја 1 до броја 18, са називним интервалом успорења у серији од: 0,25 s и 0,5 s.
Домаћа индустрија производи серије временских ED са десет степени успорења (1-10). Временски интервал између бројева у серији је 0,5 s (PSED-полусекундни) или 0,25 s (ČSED-четвртсекундни).
Код временских ED на дну чаурице утиснут је број, а на проводницима прикачена пластична плочица са бројем који означава интервал успорења.
Милисекундни електрични детонатори су исте конструкције као и временски ED, с том разликом што успоривачка смеша сагорева знатно брже. Милисекундни ЕД примењују се код паљења минских пуњења која треба да детонирају једно за другим у врло кратком временском интервалу. Интервал између појединих експлозија бира се тако, да свака следећа експлозија настаје у тренутку када је претходно одминирана стенска маса већ растресена, при чему је створена нова слободна површина за наредну експлозију. Овакав начин иницирања минских пуњења омогућује ситнију гранулацију и мању разбацаност одминираног материјала, као и смањење сеизмичких потреса који настају при минирању. Милисекундни електрични детонатори се производе у серијама од броја 1 до броја 15, са интервалом успорења у серији од 20 ms до 100 милисекунди.
Домаћа индустрија производи две серије милисекундних ЕД и то:
- − од броја 1-10 са интервалом успорења између бројева од 34 ms (34-MSED); и
- − од броја 1-12 са интервалом успорења између бројева од 23 ms (23-MSED).

Боја изолације проводника милисекундних детонатора разликује се од боје проводника тренутних ED. Метански електрични детонатори (MED-Cu) израђује се са бакарном чаурицом и иницијалним пуњењем од фулмината живе. Алуминијумске каписле не смеју се користити у јамама са метанским режимом, јер се алуминијум лако усија и запали, па може изазвати експлозију метана или угљене прашине.
Код метанских ED преко чауре са спољне стране навучен је месингани заштитни прстен, на делу где се налази успоривачка маса. Овај прстен има улогу да спречи распрскавање чауре при сагоревању успоривачке смеше. У унутрашњости каписле, између успоривачке смеше и иницијалног пуњења, постављен је месингани конус (пламеник), чија је улога да усмери пламен успоривачке смеше у иницијално пуњење каписле. Електро проводници су од бакра са PVC изолацијом зелене боје, по чему се разликују од осталих врста ED. Конструкција метанских ЕД је таква да је детонатор потпуно заштићен од варничења. Лако запаљива главица и експлозивно пуњење каписле бр. 8. су тако подешени да не могу упалити најексплозивнију смешу метана и ваздуха (8-11,5% CH4).
Домаћа индустрија производи тренутне метанске електричне детонаторе (TMED-Cu) и метанске милисекундне ED од броја 1-10 са интервалом закашњења између бројева од 34 ms (34-MMED-Cu) и 23 ms (23-
MMED-Cu).
Метански ED су специјално намењени за минирање у рудницима са појавом метана и експлозивне угљене прашине. Могу се користити на сувим, влажним и мокрим радилиштима, као и под водом дубине до 2 m (6,6 ft).
Основне техничко-минерске карактеристике електричних детонатора су: 
- проводљивост електричне струје,
- отпор електричне главице,
- отпор проводника,
- осетљивост према топлоти и др.

#### Машине за електрично паљење, проводници струје и мерно-контролни апарати
За електрично паљење минских пуњења користе се машине за електрично паљење, које дају једносмерну струју без пулзација.
У употреби су следеће врсте машина за електрично паљење мина:
- − магнетно-електричне;
- − динамо-електричне;
- − кондензаторске;
- − електронске, и
- − високофреквентне.

Машине за електрично паљење мина морају бити способне да пошаљу довољно јак електрични импулс за сигурно паљење одговарајућег броја електричних детонатора везаних у мрежу за паљење. Мрежа има гранични отпор који машина за паљење мора савладати, како би у мрежу послала гарантовану струју за безотказно паљење.
Домаћа индустрија (”Трио” Београд) производи електричне-кондензаторске машине за паљење мина тип EKA 400/22.
Проводници струје за електрично паљење мина могу бити од :
- бакарне,
- алуминијумске и
- поцинковане гвоздене жице.

Обично су изоловани PVC масом, ређе гумом. Морају бити одређеног попречног пресека, који ће омогућити протицање струје одређене јачине.
Мерно-контролни апарати користе се за контролу исправности:
- електродетонатора,
- машина за паљење и
- мрежа за паљење мина.

У употреби су следећи апарати: 
- галваноскоп,
- омметар,
- контролни мост за динамо машине,
- тињалица и др.

### Детонирајући штапин
Детонирајући штапин је врпца са бризантним експлозивним пуњењем. Овај штапин омогућава брз и сигуран пренос детонације са детонаторске каписле, електричног детонатора или непосредно на велики број минских пуњења. При томе се остварује скоро тренутни пренос у све гране штапина, тј. до свих минских пуњења.
Срж детонирајућег штапина израђује се од фулмината живе или пентрита са адитивима. Ако се за срж користи фулминат живе, он се обавезно флегматизује са парафином, па његова брзина детонације износи око 5.000 m/s. Ако је срж штапина од пентрита онда је брзина детонације око 6.500 m/s. Експлозивно пуњење штапина смешта се у танку пластичну или папирну цевчицу. У средини експлозивног пуњења је конац који обезбеђује равномеран распоред експлозива (константну густину) по целој дужини штапина. Цевчица је споља чврсто обмотана двоструком памучном пређом, уплетеном у супротним смеровима. Преко пређе урађена је спољна пластична изолација, која чини штапин еластичнијим (флексибилнијим), а истовремено штити срж штапина од механичких утицаја, влаге и воде.
Фабрика експлозива, пиротехнике и хемије - Траyал корпорација - Крушевац производи више врста детонирајућег штапина у зависности од количине експлозивног пуњења (пентрита) по дужном метру детонирајућег штапина и то:
- − десетограмски (P-10);
- − дванаестограмски (P-12) и
- − двадесетограмски (P-20) детонирајући штапин,

| Карактеристика         | P-10        | P-12        | P-20        |
| ---------------------- | ----------- | ----------- | ----------- |
| Количина пуњења, g/m   | 10 ± 1      | 12 ± 1,5    | 20 ± 3      |
| Пречник, mm            | 5,2         | 5,2         | 6,3         |
| Брзина детонације, m/s | 6.500 ± 500 | 6.500 ± 500 | 6.500 ± 500 |
| Боја изолације         | црвена      | црвена      | црвена      |
| Иницирање              | DK br.8     | DK br.8     | DK br.8     |

Детонирајући штапин мора бити савитљив и лако се везивати у чворове, при чему не сме доћи до пуцања заштитне пластичне облоге. Када се запали отвореним пламеном гори лагано као свака материја, а да при томе не долази до детонације. Отпоран је на воду (ако су му крајеви изоловани), па исправно детонира и након стајања у води.
Иницира се детонаторском капислом бр. 8. или електродетонатором, који се на крај штапина причврсти изолационом траком или неким другим средством. Сви остали крајеви штапина везани за главни крак штапина, активирају се детонацијом главног крака. Користи се за пренос детонације од рударске каписле бр. 8. или електричног детонатора до минског пуњења, односно појачника иницијације. Пренос детонације може се обавити тренутно или са програмираним успорењем (постављањем конектора). Успешно се примењује код масовних минирања на површинским коповима и каменоломима, при рушењу подводних објеката и објеката на површини, приликом разбијања наталожене металуршке згуре итд. Не сме се користити у јамама са појавом метана и експлозивне угљене прашине.
Детонирајући штапин се често користи у комбинацији са успоривачима - конекторима, којима се постиже милисекундно успорење паљења појединих минских пуњења. Конектори су металне (алуминијумске) чаурице отворене са обе стране у које се стављају крајеви детонирајућег штапина. У средини конектора је постављена успоривачка смеша која је програмирана да гори тачно одређено време изражено у ms. Конектор се умеће на пресеченом месту штапина, а изнад експлозивног пуњења. Успоривачка смеша у конектору гори тачно програмирано време у ms, па тек након тога долази до експлозије минског пуњења.

### Појачивачи импулса - бустери
За иницирање неких неосетљивих експлозива и експлозивних смеша (AN-FO смеше, ливени ТНТ, водопластични експлозиви итд.) није довољна детонаторска каписла бр. 8, већ се мора користити знатно снажнији појачивач импулса - бустер. Појачивач импулса - бустер представља јединицу од чврсто упресованог високобризантног експлозива, који се лако доводи до детонације капислом бр. 8, а притисак детонације му је такав да доводи до потпуне детонације најнеосетљивије експлозиве.
Појачивачи импулса-бустери израђују се као пресовани и као ливени. Пресовани појачивачи имају експлозивно пуњење од пентрита или хексогена. Ливени појачивачи имају експлозивно пуњење од пентолита, тј. мешавине тротила и пентрита.

#### Пресовани појачивачи - бустери
Пресовани појачивачи-бустери су састављени од алуминијумске чаурице у коју је под високим притиском упресована одређена количина пентрита или флегматизованог хексогена. У тако припремљену чаурицу бустера умеће се детонаторска каписла бр. 8 или детонирајући штапин. Цео склоп представља чврсту целину са којом се даље поступа као са детонаторском капислом.
Бустер B-2H садржи 2 g (0,0044 lb) хексогена, упресованог на дно алуминијумске чаурице, изнад кога је постављен електрични детонатор, који је стегнут уздужном ламелом за чауру бустера. Употребљавају
се за иницирање јако упресованог и ливеног тротила, нпр. код секундарних минирања.
Бустери B-10P и B-10H садрже по 10 g (0,022 lb) упресованог пентрита или хексогена. На врху бустера херметички је запертлован пластични чеп са отвором за капислу. Иницирање бустера врши се капислом бр. 8. или електричним детонатором. Користи се за подводна минирања дубине до 20 m (66 ft).
Бустери B-30P и B-30PD имају по 30 g (0,066 lb) чврсто упресованог пентрита. Бустер B-30P се иницира детонаторском капислом или ED који се постављају у отвор запертлованог пластичног чепа. Бустер B-30PD активира се детонирајућим штапином који се провлачи кроз средину бустера. Служе за иницирање јако неосетљивих експлозива.
Бустери B-50P и B-50PD имају по 50 g (0,11 lb) чврсто упресованог пентрита. B-50P се иницира детонаторском капислом или ED, а B-50PD детонирајућим штапином. Експлозивно пуњење бустера је потпуно затворено и рад са њим је безбедан. Сви бустери су отпорни на воду.

#### Ливени пентолитски појачивачи - бустери
Пентолитски појачивачи су намењени за активирање свих експлозива неосетљивих на детонаторску капислу бр. 8., као што су: 
- АНФО смеше,
- Slurry експлозиви,
- Патронирани Борити и др.

Ова групација експлозива позната је под заједничким именом "сигурносни експлозиви", чија је осетљивост на иницирање неколико пута нижа него код класичних експлозива. Успешна примена АНФО смеша и Slurry експлозива почела је тек онда када су пронађени одговарајући појачивачи, који су омогућили њихову потпуну и стабилну детонацију.
Ливени пентолитски појачивачи имају експлозивно пуњење од мешавине:
- тротила 50%; и
- пентрита 50% ,
- од та 2 експлозива добија се пентолит.

Ливени пентолитски појачивачи – бустери треба да поседују:
- − висок притисак детонације;
- − пречник и дужина бустера морају бити прилагођени пречнику експлозивног пуњења које иницирају.

Фабрика експлозива, пиротехнике и хемије - Траyал корпорација - Крушевац производи три типа високо бризантних ливених пентолитских појачивача: PP-360; PP-300 i PP-100.. Ови појачивачи успешно се примењују у свим нашим рудницима, где се за минирање користе АНФО и Слуррy експлозиви.
| Карактеристика           | PP-360      | PP-300      | PP-100      |
| ------------------------ | ----------- | ----------- | ----------- |
| Густина, g/cm³           | 1,60        | 1,60        | 1,60        |
| Пробојна моћ-челика, cm  | 10          | 10          | -           |
| Брзина детонације, m/s   | 7.000-7.500 | 7.000-7.500 | 7.000-7.500 |
| Биланс кисеоника, %      | -0,425      | -0,425      | -0,425      |
| Притисак детонације, MPa | 20.400      | 20.400      | 20.400      |
| Маса, g                  | 360         | 300         | 100         |
| Пречник, mm              | 70          | 50          | 41          |
| Дужина, mm               | 59          | 95          | 45          |
| Паковање, ком/кутији     | 60          | 72          | 180         |
| Стабилност, месеци       | 12          | 12          | 12          |

Пентолитски појачивач има два отвора за провлачење краја детонирајућег штапина, који се везује у чвор. У пракси се иницирање минских пуњења најчешће врши са два бустера, од којих се један поставља на дно, а други у средину минске бушотине. Овим се постиже далеко боље искоришћење снаге експлозије, добија се већа количина одминираног материјала и повољнија гранулација одминиране стенске масе.

### Системи неелектричног начина иницирања експлозива
У циљу повећања сигурности минирања и заштите од нежељених ефеката лутајућих струја и статичког електрицитета у новије време развили су се системи за неелектрично иницирање минских пуњења. Неелектрични систем иницирања представља један савремен и безбедан систем који се налази између електричног начина иницирања и иницирања помоћу детонирајућег штапина, при чему су задржане све добре особине оба система, а отклоњене њихове мане.
У свету постоји више система за неелектрично иницирање минских пуњења, као што су: 
- Нонел систем,
- Херцудет,
- Примадет,
- Теодет,
- Анодет,
- Детаприм и др.

Од свих набројаних система највише се примењује Нонел систем, производ Шведске фирме Нитро Нобел, из кога се развио и наш домаћи систем Полинел, производ хемијске индустрије "Полице" Беране.

#### Опис полинел система
Полинел иницирајући систем састоји се из:
- − Полинел детонатора;
- − ватропроводне детонационе цевчице (VPDC);
- − спојница (конектора); и
- − алата за иницирање (стартера).

Полинел детонатор састоји се од стандардне детонаторске каписле бр. 6 или бр. 8 (са или без успоривачког елемента) и танке ватропроводне детонационе цевчице (VPDC). Каписла је од бакра, а њена дужина варира у зависности од дужине успоривачког елемента. Помоћу пластичног или гуменог чепа каписла је чврсто и херметички спојена са ватропроводном детонационом цевчицом (VPDC).
Ватропроводна детонациона цевчица (VPDC) израђена је од висококвалитетне пластичне масе, спољњег пречника 3 mm (0,12 in) и унутрашњег 1,5 mm (0,059 in). Унутрашњост пластичне цевчице обложена је микро слојем реактивне смеше (30–50 mg/m'), која брзим сагоревањем (око 2.200 m/s) преноси топлотни импулс кроз цевчицу до иницијалног пуњења или успоривачког елемента каписле. Сагоревањем реактивне смеше ослобађа се хемијска топлота, при чему продукти сагоревања достижу температуру од преко 4.000 °C (7.230 °F; 4.270 K) и притисак 20-30 бара. Висока температура у цевчици траје веома кратко (0,5ms/m') и не може да изазове термичко разлагање пластичне цевчице (чак ни по површини).
VPDC имају масивне зидове и могу да издрже тешке услове рада на терену. Нормалне цевчице се могу примењивати у температурном интервалу од −40—+60 °C (−40—140 °F; 233—333 K). Механичка отпорност VPDC зависи од спољне температуре. Стандардне VPDC цевчице 3/1,5 mm издржавају силу истезања до 60 N уз еластично истезање до 50%. Истезањем VPDC не ремети се функција сагоревања цевчице. Крајеви VPDC се херметички затварају па не може доћи до продора влаге унутар цеви.
VPDC су хемијски потпуно неосетљиве на велики број агресивних органских растварача и неорганских хемикалија на температурама до 40 °C (104 °F; 313 K). Могу се примењивати за активирање засићених раствора амонијум-нитрата и других нитрата, АНФО смеша, прашкастих експлозива итд.
Захваљујући микро дебљини и малој густини реактивног слоја VPDC се не могу довести до детонације:
- ударом,
- трењем,
- варницом,
- пламеном и сл.

Због тога показују знатно већу сигурност при минирању у односу на електричне детонаторе и детонирајуће штапине.
VPDC се иницирају детонационим импулсом, који се може остварити детонаторском капислом или детонирајућим штапином.
У зависности од места примене, фабрика експлозива "Полице" Беране производи три основна типа полинел детонатора: тип N, тип B и тип T.
Полинел детонатор тип N и тип B користе се за минирања на површинским коповима. Детонатор типа T користи се за подземна минирања, осим у срединама са појавом метана и опасне угљене прашине.

## Обрада метала експлозијом
Обрада метала експлозијом данас се све више користи у пракси. Поред машинства ова технологија примењује се и у рударству, грађевинарству, металургији, технологији полимера итд. Енергија експлозива може се веома ефикасно искористити за обраду метала, кроз различите операције као што су: 
- обликовање,
- пробијање,
- резање,
- сечење,
- заваривање,
- плакирање,
- пресовање,
- спајање,
- отврдњавање,
- гравирање,
- поправка напрслих делова итд.

Све ове, а и друге операције обраде метала експлозивом изводе се на једноставним уређајима, на којима се високи притисци добијају дејством релативно малих количина експлозива.
За обраду метала експлозивом најчешће се користе: 
- бризантни експлозиви,
- барут и
- гасне експлозивне смеше.

Експлозиви се погодно обликују у виду специјалних експлозивних пуњења, која су прилагођена димензијама и геометријском облику обрађиваног предмета. Енергија експлозије, изражена наглим порастом притиска, преноси се на обрађивану површину у веома кратком временском периоду, израженом у милионитим деловима секунде. Као преносник енергије експлозије на обрађивани предмет користи се: 
- вода,
- ваздух,
- гума,
- сипкасти материјали (песак и сл.).

Код спајања метала и површинског отврдњавања као преносник енергије користе се металне плоче. У ређим случајевима енергија се преноси непосредно на обрађивани предмет. Лоша страна непосредног преноса енергије је у томе што бризантно дејство експлозива може изазвати деформацију самог предмета.
На квалитет обрађиваних предмета утиче: 
- специфична енергија експлозије,
- време експлозивног разлагања (брзина детонације),
- величина и
- геометријска форма експлозивног пуњења итд.

У даљем тексту даће се краћи приказ појединих поступака обраде експлозивом, са основним принципима и уређајима за њихово извођење.
Обрада пластичним деформисањем применом експлозива заснива се на томе да се метална плоча (рондела), која се пластично деформише, стегне у матрицу и под дејством притиска експлозије обликује у унапред дефинисану геометријску форму. Овом технологијом могуће је вршити обликовање предмета у најсложеније геометријске форме. Деформација ронделе наступа услед импулсног оптерећења воденог ударног таласа, који настаје као последица експлозије. Након краткотрајног примарног оптерећења, наступа секундарно оптерећење ронделе проузроковано дејством пулзирајућих мехура. Ова појава има изузетан значај, јер она обезбеђује високу тачност димензија обрађиваних комада.
Као преносник енергије експлозије на обрађивани предмет употребљава се:
- вода,
- песак и
- гума.

Обрада пластичним деформисањем применом експлозива врши се са и без предгревања ронделе. Загревање металног комада (ронделе) врши се електричним путем, пиротехничком смешом и другим поступцима. Овим поступком обликују се разни предмети мањег или већег пречника:
- цеви,
- челичне куполе,
- статори генератора итд.),
- челичне боце,
- левкови за кумулативна пуњења,
- навоји на цевима итд.

Пробијање и сечење: За пробијање отвора експлозивом примењују се концентрична кумулативна пуњења, док се за сечење користе линијска пуњења (стандардна или импровизована). Пробијање отвора експлозивом врши се на равним плочама, сферним површинама или цевима.
Експлозивна пуњења за пробијање отвора прилагођена су облику комада који се обрађује и могу бити концентрична за пробијање отвора код мањих комада или издужена за пробијање отвора у цевима. Величина и облик експлозивног пуњења морају обезбедити равномерну расподелу притиска по целој површини обрађиваног комада.
Кумулативна линијска пуњења за сечење метала имају велику примену у војној техници за рушења разних објеката.
Спајање метала експлозивом омогућује спајање разнородних метала, који се класичном технологијом не могу спојити.
Применом експлозива за спајања разнородних метала у двослојне или вишеслојне композиције, омогућено је спајања метала без обзира на знатне разлике у тачкама топљења, с обзиром да се у току процеса не постижу температуре топљења метала.
У пракси се примењују два поступка спајања метала експлозивом и то:
- − плоче које се спајају су под углом; и
- − плоче које се спајају су паралелне.

Код спајања метала углавном се примењује међуплоча, која штити површину метала од механичког дејства продуката експлозије. Гасовити продукти експлозије убрзавају горњу покретну плочу, услед чега долази до судара плоча одређеном брзином и под одређеним углом. У зони судара долази до узајамне деформације површина, при чему се слојеви неизменично нагомилавају и увлаче један у други. Профил деформисане зоне метала добија карактеристичан таласасти облик.
У зони споја долази до структурних промена и знатног повећања чврстоће, при чему је чврстоћа споја увек већа од чврстоће мекшег метала.
За спајања метала експлозивом углавном се примењују мање бризантни експлозиви.
Вишеслојни материјали добијени овом технологијом поседују побољшана термомеханичка својства у поређењу са моно металним (класичним) материјалима. Технологијом спајања експлозивом производе се: 
- индустријски биметални ножеви,
- биметалне контактне плочице (Č-Al)),
- биметални измењивачи топлоте,
- вишеслојни лимови и траке,
- биметални клизни лежајеви итд.

Облагање-плакирање челичних цеви врши се материјалима отпорним на хабање и корозију, као што су:
- нерђајући челици,
- титан,
- бакар,
- алуминијум,
- месинг и др.

Плакирању се подвргавају цеви изложене великом хабању и корозији. Цеви и слични цилиндрични елементи плакирају се на два начина: 
- спољним или
- унутрашњим експлозивним пуњењем

Код плакирања цеви спољним експлозивним пуњењем, снагом експлозије потискује се спољашња цев, која се спаја са унутрашњом цеви. Код плакирања унутрашњим експлозивним пуњењем долази до деформације унутрашње цеви, која належе на спољашњу цев и са њом се спаја. Оптимални зазор између унутрашње и спољашње цеви износи од 1—3 mm (0,039—0,118 in) и постиже се центрирајућим прстеном.
Поред цеви, применом експлозива могу се плакирати: 
- челични "U" профили,
- лимови,
- траке,
- жица итд.

Плакиране цеви користе се у рударству за хидраулични транспорт чврстих минералних сировина (флотацијска пулпа, засипни материјал итд.), у нафтној индустрији за транспорт нафте и гаса итд.
Отврдњавање метала експлозијом примењује се код елемената чије су површине изложене интензивном хабању и абразији. У пракси се најчешће примењују два поступка за површинско отврдњавање метала и то:
- контактни и
- неконтактни поступак.

Код контактног поступка експлозив се ставља непосредно на површину која се отврдњава. Недостатак овог поступка је у томе, што се на површини појављују пукотине и прслине, и што долази до одваљивања делића обрађиване површине. Да би се спречиле ове деформације, између експлозивног пуњења и металне плоче поставља се заштитна плоча, која може бити од: 
- гуме,
- картона и др.

Код неконтактног поступка експлозија се изводи на покретној (одбацној) плочи, која је на извесном растојању од металне плоче која се обрађује.
Иницирањем експлозивног пуњења долази до кретања чела детонационог таласа дуж обрађиване површине. При томе долази до наглог пораста притисак (од 104-105 MPa) у веома кратком временском интервалу од 10−6 до 10−9 секунди, услед чега долази до сабијања површинског слоја метала и повећања његове тврдоће.
Поступком отврдњавања метала експлозивом добија се велика површинска тврдоћа, са знатно већом дубином отврдњавања у односу на класичне поступке обраде пластичном деформацијом, термичком обрадом или оступцима наваривања. Отврдњавање површина експлозијом примењује се код појединих делова рударске опреме, као на пример: 
- зуба утоварних система,
- ходних делова рударске механизације,
- чељусти дробилица,
- кугли и шипки млинова,
- облога утоварних и пресипних места,
- резних елемента бушаће и друге опреме итд.

Овим поступком могу се отврдњавати и заварени спојеви, при чему облик експлозивног пуњења мора бити прилагођен облику завареног споја. За отврдњавање заварених спојева најчешће се примењују издужена линијска експлозивна пуњења.

### Специјална експлозивна пуњења за обраду метала
За обраду метала експлозивом најчешће се користе: 
- бризантни експлозиви,
- барут и
- гасне експлозивне смеше.

Експлозиви се погодно обликују у виду специјалних експлозивних пуњења, која су прилагођена димензијама и геометријском облику обрађиваног предмета.
Фабрика експлозива, пиротехнике и хемије - Траyал корпорација - Крушевац производи два типа специјалних експлозивних пуњења за обраду метала и то: 
- KEP - LONG и
- KEP - RING.

| Карактеристике              | KEP - LONG  | KEP - RING  |
| --------------------------- | ----------- | ----------- |
| Густина, g/cm³              | 1,6         | 1,6         |
| Брзина детонације, m/s      | 7.000-7.500 | 7.000-7.500 |
| Биланс кисеоника, %         | -0,425      | -0,425      |
| гасна запремина, dm³/kg     | 1002        | 1002        |
| probojna moć-čelika, cm     | 10          | 10          |
| температура самозапаљења, K | 550         | 550         |
| иницирање                   | DK br. 8    | DK br. 8    |

Специјална експлозивна пуњења примењују се у металској индустрији за: 
- Сечење метала,
- Дробљење метала,
- Сечење цеви,
- Равних површина и др., и
- Користе се и за усмерена минирања у рударству и другим областима.

## Апликације

### Комерцијалне примене
Највећа комерцијална примена експлозива је рударство. Без обзира да ли је мина на површини или је закопана под земљом, детонација или дефлаграција било високог или ниског експлозива у скученом простору може се користити за ослобађање прилично специфичне подзапремине крхког материјала (стене) у много већој запремини од истог или сличног материјала. Рударска индустрија има тенденцију да користи експлозиве на бази нитрата као што су емулзије лож уља и раствора амонијум нитрата, мешавине амонијум нитрата (пелети ђубрива) и лож уља (АНФО) и желатинозне суспензије или суспензије амонијум нитрата и запаљивих горива.
У науци о материјалима и инжењерству, експлозиви се користе у облагању (експлозијско заваривање). Танка плоча од неког материјала поставља се на дебели слој другог материјала, оба слоја обично од метала. На врху танког слоја постављен је експлозив. На једном крају слоја експлозива почиње експлозија. Два метална слоја се спајају великом брзином и великом силом. Експлозија се шири са места иницијације по целом експлозиву. У идеалном случају, ово производи металуршку везу између два слоја.
Пошто је дужина времена које ударни талас проведе у било којој тачки мала, можемо видети мешање два метала и њихове површинске хемије, кроз неки део дубине, и они имају тенденцију да се мешају на неки начин. Могуће је да неки део површинског материјала из било ког слоја на крају буде избачен када се достигне крај материјала. Дакле, маса сада "завареног" двослоја, може бити мања од збира маса два почетна слоја.
Постоје апликације где ударни талас и електростатика могу довести до пројектила велике брзине.

### Војне примене
Експлозивно оружје је оружје које користи високо бризантни експлозив за пројектовање експлозије и/или фрагментације од тачке детонације. У уобичајеној пракси држава, експлозивно оружје је генерално резервисано за војску, за употребу у ситуацијама оружаног сукоба, и ретко се користи у сврхе домаће полиције.
Када експлозивно оружје не функционише како је дизајнирано, често се оставља као неексплодирана убојна средства (НУС).

### Цивилне примене
Инжењеринг експлозива је област науке и инжењерства која се односи на испитивање понашања и употребе експлозивних материјала.
Неке од тема које проучавају, истражују и раде инжењери експлозива укључују: Испитивање безбедности експлозива, Анализа и инжењеринг минирања стена за рударство, Анализа физичког процеса детонације, Бушење и минирање, Рушење и друго.

### Научне примене
У области научних истраживања, експлозив се широко користи као једноставно средство за постизање значајних температура, ултрависоких притисака и великих брзина у експериментима.

## Врсте

### Хемијски
Експлозија је врста спонтане хемијске реакције која је, једном покренута, вођена и великом егзотермном променом (велико ослобађање топлоте) и великом позитивном променом ентропије (ослобађају се велике количине гасова) у преласку од реактаната до производа, чиме чинећи термодинамички повољан процес поред оног који се веома брзо шири. Дакле, експлозиви су супстанце које садрже велику количину енергије ускладиштене у хемијским везама. Енергетска стабилност гасовитих производа, а самим тим и њихово стварање долази од формирања чврсто повезаних врста као што су угљен моноксид, угљен-диоксид и (ди)азот, који садрже јаке двоструке и троструке везе са јачином везе од скоро 1 MJ/mol. Сходно томе, већина комерцијалних експлозива су органска једињења која садрже –NO2, –ONO2 и –NHNO2 групе која када детонирају, ослобађају гасове као што су претходно поменути (нпр. нитроглицерин, ТНТ, ХМX, ПЕТН, нитроцелулоза).
Експлозив се класификује као ниски или јаки експлозив према брзини сагоревања: ниски експлозиви брзо сагоревају (или дефлагрирају), док високи експлозиви детонирају. Иако су ове дефиниције различите, проблем прецизног мерења брзог распадања отежава практичну класификацију експлозива. Брзина звука на нивоу мора (343 m/s) је опште прихваћена као разлика између ниске експлозивности и високе експлозивности.
Традиционална механика експлозива заснива се на брзој оксидацији угљеника и водоника у угљен-диоксид, угљен-моноксид и воду у облику паре осетљиве на ударце. Нитрати обично обезбеђују кисеоник потребан за сагоревање угљеника и водоничног горива. Високи експлозиви обично имају кисеоник, угљеник и водоник садржане у једном органском молекулу, а мање осетљиви експлозиви попут АНФО су комбинације горива (угљеник и водоник лож уље) и амонијум нитрата. Сензибилизатор као што је алуминијум у праху може се додати експлозиву да би се повећала енергија детонације. Када се детонира, азотни део експлозивне формулације се појављује као гас азота и токсични азотни оксиди.

#### Разградња
Хемијско разлагање експлозива може трајати годинама, данима, сатима или делић секунде. Спорији процеси разлагања одвијају се у складишту и интересантни су само са становишта стабилности. Од већег интереса су друга два брза облика поред распадања: дефлаграција и детонација.

#### Дефлаграција
Код дефлаграције, распадање експлозивног материјала се шири фронтом пламена који се полако креће кроз експлозивни материјал брзинама мањим од брзине звука унутар супстанце (која је обично већа од 340 m/s или 1240 km/h у већини течних или чврсти материјали) за разлику од детонације која се јавља при брзинама већим од брзине звука. Дефлаграција је карактеристика нискоексплозивног материјала.

#### Детонација
Овај термин се користи за описивање експлозивног феномена при чему се распадање шири ударним таласом који пролази кроз експлозивни материјал брзинама већим од брзине звука унутар супстанце. Ударни фронт је способан да прође кроз високоексплозивни материјал надзвучним брзинама, обично хиљадама метара у секунди.

#### Експлозија
Експлозија је брзо увећање запремине дате количине материје повезано са екстремним ослобађањем енергије, што је по правилу штетно и обично праћено стварањем високе температуре и ослобађањем гасова под високим притиском. Експлозије изазивају таласе притиска у медијуму у којем се одигравају, по чему се и врши њихова категоризација на сагоревања или запаљења, ако су ови таласи подзвучни и детонације ако су таласи надзвучни (такође познати као шок-таласи - јер се прво претрпи удар, па онда чује звук).
Најчешћи вештачки експлозиви су хемијски експлозиви, за које је карактеристична брза и јака реакција оксидације која производи велике количине врелог гаса. Барут је први откривени и коришћени експлозив. Друга значајна рана открића на пољу технологије хемијских експлозива су били Фридрик Аугуст Абелова нитроцелулоза 1865. године и Алфред Нобелов проналазак динамита (стабилизовани нитроглицерин) 1866. године. Нова генерација експлозива, атомска бомба, је била откривена 1945. године од стране уједињених научника. Године 1952. Америчка армија је развила прву Фузиону бомбу.

#### Имплозија
Имплозија је процес уништавања објеката тиме што се они увлаче сами у себе. Супротно од експлозије (која проширује запремину), имплозија смањује заузету запремину и концентрише материју и енергију. Права имплозија обично укључује разлику између унутрашњег (нижег) и спољашњег (вишег) притиска, или унутрашњих и спољашњих сила, која је толико велика да се структура урушава унутра у себе или у простор који је заузела ако није потпуно чврст објекат. Примери имплозије укључују подморницу која је сломљена споља под хидростатичким притиском околне воде и колапс масивне звезде под сопственим гравитационим притиском.
Имплозија може да избаци материјал напоље (на пример због силе материјала који пада према унутра, или се периферни материјал избацује када се унутрашњи делови сруше), али то није суштинска компонента имплозије и неће све врсте имплозије то учинити. Ако је објекат раније био чврст, онда имплозија обично захтева да он поприми гушћи облик – у ствари да буде концентрисанији, компримовани или претворен у нови материјал који је гушћи од оригинала.

### Егзотично
Поред хемијских експлозива, постоји низ егзотичнијих експлозивних материја и егзотичних метода изазивања експлозија. Примери укључују нуклеарни експлозив и нагло загревање супстанце до стања плазме ласером високог интензитета или електричним луком.
Ласерско и лучно загревање се користе у ласерским детонаторима, детонаторима са експлодирајућим мостом и иницијаторима експлодирајуће фолије, где се ударни талас, а затим детонација у конвенционалном хемијском експлозивном материјалу ствара загревањем ласером или електричним луком. Ласерска и електрична енергија се тренутно у пракси не користе за генерисање већине потребне енергије, већ само за покретање реакција.

## Својства
Да би се утврдила погодност експлозивне супстанце за одређену употребу, прво морају бити позната њена физичка својства. Корисност експлозива се може ценити само када се у потпуности разумеју својства и фактори који на њих утичу. Неке од важнијих карактеристика су наведене у наставку:

### Осетљивост
Осетљивост се односи на лакоћу којом се експлозив може запалити или детонирати, тј. количину и интензитет потребног удара, трења или топлоте. Када се користи термин осетљивост , мора се водити рачуна да се разјасни о којој врсти осетљивости се расправља. Релативна осетљивост датог експлозива на удар може значајно да варира од његове осетљивости на трење или топлоту. Неке од метода испитивања које се користе за одређивање осетљивости односе се на:
- Удар – Осетљивост се изражава у смислу растојања кроз које се стандардна тежина мора бацити на материјал да би изазвала експлозију.
- Трење – Осетљивост се изражава у смислу количине притиска примењеног на материјал како би се створило довољно трења да изазове реакцију.
- Топлота – Осетљивост се изражава у смислу температуре на којој долази до распадања материјала.

Специфични експлозиви (обично, али не увек веома осетљиви на једној или више од три горње осе) могу бити идиосинкратично осетљиви на факторе као што су пад притиска, убрзање, присуство оштрих ивица или грубих површина, некомпатибилни материјали, или чак - у ретким случајевима — нуклеарно или електромагнетно зрачење. Ови фактори представљају посебне опасности које могу искључити било какву практичну корист.
Осетљивост је важан фактор при одабиру експлозива за одређену намену. Експлозив у оклопном пројектилу мора бити релативно неосетљив, иначе би ударни талас проузроковао да детонира пре него што продре до жељене тачке. Експлозивна сочива око нуклеарних пуњења су такође дизајнирана да буду веома неосетљива, како би се смањио ризик од случајне детонације.

#### Осетљивост на трење
Осетљивост на трење је приближна количине трења или трљања које једињење може поднети пре него што прерано експлодира. На пример, нитроглицерин има изузетно високу осетљивост на трење, што значи да врло мало трљања може изазвати насилну експлозију. Не постоји тачно одређивање количине трења која је потребна да би се активирало једно једињење, већ се приближно процењује на основу силе која се примењује и времена пре него што дође до експлозије једињења.
Осетљивост на трење се односи на понашање супстанце (углавном експлозива) на механичко напрезање. Критеријум је да се материјал распада под утицајем фрикционог оптерећења са пуцкетањем, пламеном или експлозијом.

#### Осетљивост на удар
Осетљивост на удар је упоредна мера осетљивости на нагли притисак (ударом или експлозијом) експлозивног хемијског једињења. Одређивање осетљивости на удар материјала намењеног за практичну употребу је један важан аспект тестирања сигурности експлозива. У употреби су различити тестови и индекси, од којих је један од уобичајенијих Роттеров тест удара, чији се резултати изражавају као ФоИ (Фактор неосетљивости). Најмање четири друге врсте теста удара су у уобичајеној употреби, док су различити „тестови са размаком“ (зазором) се користе за мерење осетљивости на ударни талас експлозије.
Осетљивост на удар описује понашање супстанце (углавном експлозива) под механичким оптерећењем. Критеријум је да се материјал експлозивно распада са чујним праском под утицајем дефинисане енергије удара.

#### Осетљивост на иницијацију
Индекс капацитета експлозива да се покрене у детонацију на одржив начин. Дефинисана је снагом детонатора која ће сигурно припремити експлозив до трајне и континуиране детонације. Помиње се Селиер-Белот скала која се састоји од серије од 10 детонатора, из н. 1 до н. 10, од којих сваки одговара растућој тежини пуњења. У пракси, већина експлозива на данашњем тржишту је осетљива на н. 8 детонатор, где пуњење одговара 2 грама живиног фулмината.

#### Осетљивост на узрочну експлозију
Осетљивост на узрочну експлозију је јединица која изражава склоност експлозива ка узрочној експлозији. Овај параметар се одређује тестом узрочне експлозије (гап тест).
Метода за тестирање узрочне експлозије је регулисана ЈИС стандардом (јапански индустријски стандард), који прописује тестирање узрочне експлозије на песку.
Осетљивост на узрочну експлозију односи се на меру осетљивости експлозива на пренос детонације са једног експлозивног узорка на други, да појасним ово односи се на меру која описује колико је експлозив склон да експлодира под утицајем детонације друге експлозивне супстанце. Овај параметар је од кључног значаја за процену сигурности експлозива, посебно у складиштењу, транспорту и употреби у индустрији, војсци и рударству.

#### Фактор неосетљивости експлозива
Фактор неосетљивости се одређује испитивањем на удар, обично коришћењем торња за падање тежине. У овом тесту, мали узорак експлозива се ставља на мали челични наковањ који је урезан у удубљење у дну торња. Цилиндрична челична тежина од 1 килограма (монтирана унутар цеви да прецизно води њено спуштање до тачке удара у центру наковња), затим се испушта на испитни узорак са одређене висине. Узорак се прати и током и након овог процеса како би се утврдило да ли долази до иницијације. Овај тест се понавља више пута, мењајући висину пада према прописаној методи. Користе се различите висине, почевши од малог растојања (нпр. 10 cm), а затим се постепено повећава до чак 3 метра. Serija visina pada i da li je došlo do inicijacije se analiziraju statistički da bi se odredila visina pada za koju postoji 50% verovatnoća da će pokrenuti (inicirati) eksploziv. Намера ових тестова је да се развију безбедносне правила која ће регулисати дизајн, производњу, руковање и складиштење експлозива и свих врста муниција која га садржи.
Referentni standardni uzorak RDX-a se trenutno koristi za kalibraciju padajućeg tornja, tako da se meri i beleži visina pada koja stvara 50% verovatnoće inicijacije u ovom materijalu. Visina pada koja je potrebna za pokretanje drugih eksploziva može se zatim povezati sa standardom RDX, tako da se može napraviti lako poređenje osetljivosti na udar između različitih eksploziva. Po konvenciji, eksplozivi koji imaju 50% inicijacionu visinu pada jednaku onoj RDX-a dodeljuju F od I od 80.
Skala je prvobitno definisana koristeći TNT kao referentni standard, pri čemu TNT, po definiciji ima F od I od tačno 100. Na ovoj originalnoj skali, RDX je dao F od I od oko 80. Nakon Drugog svetskog rata, kada su složenije eksplozivne kompozicije zamenile čisti TNT kao najčešći energetsku komponentu sistema naoružanja, RDX je tada usvojen kao referentni standard.
Осетљивост не треба мешати са сензитивношћу, која је мера и колико је лако детонирати експлозив. У овом контексту, експлозив са већом осетљивошћу захтева мањи детонатор или шибицу да би га детонирао.
Фактор неосетљивости експлозива представља кључан параметар у контексту војне и индустријске безбедности. Овај фактор није само мерило отпорности експлозива на нежељену иницијацију, већ и индикатор за пројектовање и класификацију експлозива у складу са њиховом наменом и безбедносним захтевима.

### Брзина детонације
Брзина којом се процес реакције шири у маси експлозива. Већина комерцијалних рударских експлозива има брзине детонације у распону од 1.800 m/s до 8.000 m/s. Данас се брзина детонације може прецизно измерити. Заједно са густином, то је важан елемент који утиче на принос енергије која се преноси и за атмосферски надпритисак и за убрзање тла. По дефиницији, „ниски експлозив“, као што је црни барут или бездимни барут, има брзину сагоревања од 171–631 m/s. Насупрот томе, „високи експлозив“, било да је примарни, као што је детонирајући кабл, или секундарни, као што је ТНТ или C-4, има знатно већу брзину сагоревања од око 6.900–8.092 m/s.

### Стабилност
Стабилност је способност експлозива да се складишти без пропадања.
Следећи фактори утичу на стабилност експлозива:
- Хемијски састав. У најстрожем техничком смислу, реч "стабилност" је термодинамички термин који се односи на енергију супстанце у односу на референтно стање или на неку другу супстанцу. Међутим, у контексту експлозива, стабилност се обично односи на лакоћу детонације, која се односи на хемијску кинетику (тј. брзину распадања). Можда је, дакле, најбоље направити разлику између термина термодинамички стабилан и кинетички стабилан тако што се први називају „инертним“. Насупрот томе, за кинетички нестабилну супстанцу се каже да је „лабилна“. Опште је познато да су одређене групе као што су нитро (–NO2), нитрат (–ONO2) и азид (–N3), суштински лабилне. Кинетички, постоји ниска активациона баријера за реакцију разлагања. Сходно томе, ова једињења показују високу осетљивост на пламен или механички удар. Хемијска веза у овим једињењима је окарактерисана као претежно ковалентна и стога нису термодинамички стабилизована високом енергијом јонске решетке. Штавише, они генерално имају позитивне енталпије формирања и постоји мала механичка препрека унутрашњем молекуларном преуређењу да би се добили термодинамички стабилнији (јаче везани) производи распадања. На пример, у азиду олова , Pb(N3)2, атоми азота су већ међусобно повезани, тако да је разлагање на Pb и N2[1] релативно лако.
- Температура складиштења. Брзина распадања експлозива се повећава на вишим температурама. Може се сматрати да сви стандардни војни експлозиви имају висок степен стабилности на температурама од −10—+35 °C (14—95 °F; 263—308 K), али сваки има високу температуру при којој се брзина распадања топлотне декомпозиције брзо убрзава и смањује стабилност. Као правило, већина експлозива постаје опасно нестабилна на температурама изнад 70 °C (158 °F; 343 K).
- Излагање сунчевој светлости. Када су изложена ултраљубичастим зрацима сунчеве светлости, многа експлозивна једињења која садрже азотне групе брзо се разлажу, што утиче на њихову стабилност.
- Електрично пражњење. Електростатичка осетљивост или осетљивост на варнице је уобичајена код бројних експлозива. Статичко или друго електрично пражњење може бити довољно да изазове реакцију, чак и детонацију, под одређеним околностима. Као резултат тога, безбедно руковање експлозивом и пиротехником обично захтева правилно електрично уземљење оператера.

### Снага, перформансе и експлозивна снага
Термин снага или учинак у примени на експлозив односи се на његову способност да обавља рад. У пракси се дефинише као способност експлозива да оствари оно што је предвиђено у начину испоруке енергије (тј. пројекција фрагмената, експлозија ваздуха, млаз велике брзине, подводни удар и енергија мехурића, итд.). Експлозивна снага или перформансе се процењују прилагођеном серијом тестова за процену материјала за његову предвиђену употребу. Од доле наведених тестова, тестови експанзије цилиндра и експресије ваздуха су уобичајени за већину програма за тестирање, а остали подржавају специфичне апликације.
- Испитивање експанзије цилиндра. Стандардна количина експлозива се ставља у дугачак шупљи цилиндар , обично од бакра, и детонира на једном крају. Прикупљају се подаци о брзини радијалног ширења цилиндра и максималној брзини зида цилиндра. Ово такође успоставља Гурнијеву енергију или 2 Е.

Фрагментација цилиндра. Стандардни челични цилиндар се пуни експлозивом и детонира у јами за пиљевину. Сакупљају се фрагменти и анализира дистрибуција величине.
- Детонациони притисак (услов Цхапман–Јоугует). Подаци о притиску детонације изведени из мерења ударних таласа који се преносе у воду детонацијом цилиндричног експлозивног пуњења стандардне величине.
- Одређивање критичног пречника. Овај тест утврђује минималну физичку величину пуњења одређеног експлозива да би издржала сопствени детонациони талас. Поступак укључује детонацију серије пуњења различитих пречника све док се не уоче потешкоћа у ширењу детонационог таласа.
- Брзина детонације великог пречника. Брзина детонације зависи од густине пуњења (c), пречника пуњења и величине зрна. Хидродинамичка теорија детонације која се користи у предвиђању експлозивних појава не укључује пречник пуњења, а самим тим и брзину детонације, за велики пречник. Овај поступак захтева испаљивање серије пуњења исте густине и физичке структуре, али различитих пречника, и екстраполацију резултујућих брзина детонације да би се предвидела брзина детонације пуњења огромног пречника.
- Притисак у односу на скалирано растојање. Пуњење одређене величине се детонира и његови ефекти притиска се мере на стандардној удаљености. Добијене вредности се пореде са онима за ТНТ.
- Импулс наспрам скалиране удаљености. Пуњење одређене величине се детонира и његов импулс (површина испод криве притисак-време) се мери као функција удаљености. Резултати су приказани у табели и изражени као ТНТ еквиваленти.
- Релативна енергија мехурића (RBE). Пуњење од 5—50 kg (11—110 lb) се детонира у води, а пиезоелектрични мерачи мере вршни притисак, временску константу, импулс и енергију.

RBE се може дефинисати као Кк3
RBE = Kс
где је K = период експанзије мехурића за експериментално ( x ) или стандардно ( s ) пуњење.

### Специфична запремина паре
Специфична запремина паре је запремина гаса у литрима која би настала као резултат потпуног разлагања 1 kg експлозива под нормалним условима.
Са количином супстанце 𝑛 детонационих производа у гасовитом стању (супстанца која је настала детонацијом) по граму експлозива (у mol/g), специфична запремини паре (у l/kg) се израчунава на следећи начин:
{\displaystyle V_{0}=22{,}4{\frac {\ell }{\rm {mol}}}\cdot n\cdot 1000}
Пример: Од 1 килограма амонијум-нитрата настане, при његовој потпуној експлозији, око 43,7 мола водене паре, азота и кисеоника.
{\displaystyle \mathrm {2NH_{4}NO_{3}\longrightarrow 4\ H_{2}O+2N_{2}+\ O_{2}} }
Према горе наведеној формули, добија се специфична запремина гасова односно запремина нормалног гаса за чист амонијум-нитрат од 980 l/kg.

### Специфична енергија
Специфична енергија је количина енергије у килоџулима која се ослобађа приликом потпуног сагоревања 1 kg експлозива.
Према својој уобичајеној мерној јединици у пракси, MPa l/kg, може се и нумерички тумачити као притисак у мегапаскалима који би произвео 1 kg датог експлозива када би се потпуно претворио у запремину од 1 литра (1 MPa l = 1 kJ). Специфична енергија, специфични запремински волумен и температура експлозије су стога тесно повезани.
Специфична енергија, специфични запремински волумен и температура експлозије су стога тесно повезани.

### Бризантност
Поред снаге, експлозиви показују и другу карактеристику, а то је њихов ефекат разбијања или бриљантност (од француског значи „ломити“), која се разликује и одвојена од њиховог укупног радног капацитета. Ова карактеристика је од практичне важности у одређивању ефикасности експлозије у фрагментима граната, чаура бомби, граната и сл. Брзина којом експлозив достиже свој вршни притисак (снагу) је мера његовог сјаја. Бризантне вредности се првенствено користе у Француској и Русији.
Тест дробљења песка се обично користи за одређивање релативног сјаја у поређењу са ТНТ-ом. Ниједан тест не може директно да упореди експлозивна својства два или више једињења; важно је испитати податке из неколико таквих тестова (дробљење песка, траузл и тако даље) да би се измерио релативни сјај. Праве вредности за поређење захтевају експерименте на терену.

### Густина
Густина пуњења се односи на масу експлозива по јединици запремине. Доступно је неколико метода утовара, укључујући пуњење пелета, ливено пуњење и пуњење пресом, при чему је избор одређен карактеристикама експлозива. У зависности од примењене методе, може се добити просечна густина напуњеног пуњења која је унутар 80–99% теоријске максималне густине експлозива. Велика густина оптерећења може смањити осетљивост чинећи масу отпорнијом на унутрашње трење. Међутим, ако се густина повећа до те мере да се појединачни кристали дробе, експлозив може постати осетљивији. Повећана густина оптерећења такође омогућава употребу више експлозива, чиме се повећава снага бојеве главе. Могуће је компримовати експлозив изнад тачке осетљивости, познате и као мртво притискање , у којој материјал више није способан да се поуздано покрене, ако уопште може.

### Несталност
Испарљивост је спремност са којом супстанца испарава. Прекомерна испарљивост често доводи до развоја притиска унутар метка муниције и раздвајања смеша на њихове састојке. Испарљивост утиче на хемијски састав експлозива тако да може доћи до значајног смањења стабилности, што резултира повећањем опасности од руковања.

### Хигроскопност и водоотпорност
Уношење воде у експлозив је веома непожељно јер смањује осетљивост, снагу и брзину детонације експлозива. Хигроскопност је мера склоности материјала да упија влагу. Влага негативно утиче на експлозиве делујући као инертни материјал који апсорбује топлоту када испари, и делујући као растварач који може изазвати нежељене хемијске реакције. Осетљивост, јачина и брзина детонације смањују се инертним материјалима који смањују континуитет експлозивне масе. Када садржај влаге испари током детонације, долази до хлађења, што смањује температуру реакције. На стабилност такође утиче присуство влаге јер влага подстиче разградњу експлозива и поред тога, изазива корозију металне посуде експлозива.
Експлозиви се међусобно значајно разликују по понашању у присуству воде. Желатински динамити који садрже нитроглицерин имају одређени степен водоотпорности. Експлозиви на бази амонијум нитрата имају малу или никакву отпорност на воду јер је амонијум нитрат високо растворљив у води и хигроскопан.

### Токсичност
Многи експлозиви су у одређеној мери токсични. Производни инпути такође могу бити органска једињења или опасни материјали који захтевају посебно руковање због ризика (као што су карциногени). Производи распадања, заостале чврсте материје или гасови неких експлозива могу бити токсични, док су други безопасни, као што су угљен-диоксид и вода.
Примери штетних нуспроизвода су:
- Тешки метали, као што су олово, жива и баријум из прајмера (примећено у опсегу печења велике запремине)
- Азотни оксиди из ТНТ-а
- Перхлорати када се користе у великим количинама.

„Зелени експлозиви“ настоје да смање утицаје на животну средину и здравље. Пример таквог је примарни експлозивни бакар(I) 5-нитротетразолат без олова, алтернатива оловном азиду. Једна врста зеленог експлозива су CDP експлозиви, чија синтеза не укључује никакве токсичне састојке, троши угљен-диоксид док детонира и не испушта никакве азотне оксиде у атмосферу када се користи.

### Експлозивни низ
Експлозивни низ или ватрени низ, је низ догађаја који кулминирају детонацијом експлозива.  Из безбедносних разлога, већина широко коришћених високих експлозива је тешко детонирати. Примарни експлозив са већом осетљивошћу користи се за покретање уједначене и предвидиве детонације главног дела експлозива. Иако је сам примарни експлозив обично осетљивији и скупљи спој, користи се у малим количинама и у релативно безбедним паковањима. По дизајну, постоје ниски и високи експлозиви, при чему су ниски експлозиви веома осетљиви (тј. њихова фигура неосетљивости је ниска), док су високи експлозиви релативно неосетљиви. Ово не само да омогућава инхерентну безбедност при коришћењу експлозива током руковања и транспорта, већ такође захтева и секвенцу окидања експлозива или експлозивни низ. Експлозивни низ у основи се састоји од 'иницијатора', 'посредника' и 'високог експлозива'.
На пример, шибица неће узроковати да пластични експлозив експлодира, али ће запалити фитиљ повезан са детонатором, који ће активирати примарни експлозив и изазвати шок секундарног високог експлозива и изазвати његову детонацију. На овај начин, чак и веома неосетљиви експлозиви могу се користити; примарни експлозив детонира појачивачко пуњење које затим детонира главно пуњење. Секвенце окидања користе се у рударској индустрији за детонацију АНФО-а и других јефтиних, масовних и неосетљивих експлозива које није могуће активирати само детонатором или сличним уређајем.
Експлозивни материјал може бити уграђен у експлозивни низ уређаја или система. Пример је пиротехничко олово које пали појачивач (детонатор), што изазива детонацију главног пуњења.

### Количина продуката експлозије
Експлозиви који се најчешће користе су кондензоване течности или чврсте материје претворене у гасовите продукте експлозивним хемијским реакцијама и енергија ослобођена тим реакцијама. Гасни продукти комплетне реакције су обично угљен диоксид, пара и азот. Запремине гасова израчунате по закону идеалног гаса имају тенденцију да буду превелике при високим притисцима карактеристичним за експлозије. Максимална експанзија запремине може се проценити на три реда величине, или један литар по граму експлозива. Експлозиви са мањком кисеоника ствараће чађ или гасове попут угљен-моноксида и водоника, који могу да реагују са околним материјалима као што је атмосферски кисеоник. Покушаји да се добију прецизније процене запремине морају узети у обзир могућност таквих споредних реакција, кондензације паре и растворљивости у води гасова попут угљен-диоксида.
Поређења ради, CDP детонација се заснива на брзој редукцији угљен-диоксида у угљеник са обилним ослобађањем енергије. Уместо да производи типичне отпадне гасове попут угљен-диоксида, угљен-моноксида, азота и азотних оксида, CDP је другачији. Уместо тога, високо енергична редукција угљен-диоксида у угљеник испарава и ствара притисак на вишак сувог леда на фронту таласа, који је једини гас који се ослобађа од детонације. Брзина детонације за CDP формулације се стога може прилагодити подешавањем тежинског процента редукционог агенса и сувог леда. CDP детонације производе велику количину чврстих материјала који могу имати велику комерцијалну вредност као абразив:
Пример – детонациона реакција са магнезијумом: XCO2 + 2Mg → 2MgO + C + (X-1)CO2
Производи детонације у овом примеру су магнезијум оксид, угљеник у различитим фазама укључујући дијамант и испарени вишак угљен-диоксида који није потрошен количином магнезијума у формулацији експлозива.

### Баланс кисеоника (OB% илиΩ)
Баланс кисеоника је израз који се користи за означавање степена до којег експлозив може бити оксидован. Ако експлозивни молекул садржи довољно кисеоника да сав свој угљеник претвори у угљен-диоксид, сав водоник у воду и сав његов метал у метални оксид без вишка, за молекул се каже да има нулту равнотежу кисеоника. За молекул се каже да има позитиван баланс кисеоника ако садржи више кисеоника него што је потребно и негативан баланс кисеоника ако садржи мање кисеоника него што је потребно. Осетљивост, снага и сјај експлозива донекле зависе од баланса кисеоника и имају тенденцију да се приближавају својим максимумима како се баланс кисеоника приближава нули.
Баланс кисеоника се примењује на традиционалну механику експлозива уз претпоставку да се угљеник оксидује у угљен-моноксид и угљен-диоксид током детонације. У ономе што стручњаку за експлозиве изгледа као парадокс, физика хладне детонације користи угљеник у свом највише оксидованом стању као извор кисеоника у облику угљен-диоксида. Према томе, баланс кисеоника се или не примењује на формулацију CDP или се мора израчунати без укључивања угљеника у угљен-диоксид.

### Хемијски састав
Хемијски експлозив се може састојати или од хемијски чистог једињења, као што је нитроглицерин, или од мешавине горива и оксидатора , као што су црни прах или прашина и ваздух.

#### Чиста једињења
Нека хемијска једињења су нестабилна у томе што при удару реагују, могуће до тачке детонације. Сваки молекул једињења се дисоцира на два или више нових молекула (обично гасова) уз ослобађање енергије.
- Нитроглицерин: Веома нестабилна и осетљива течност.
- Ацетон пероксид: Веома нестабилан бели органски пероксид.
- ТНТ: Жути неосетљиви кристали који се могу топити и бацати без детонације.
- Целулоза нитрат: нитрирани полимер који може бити високо или ниско експлозиван у зависности од нивоа нитрације и услова.
- RDX, PETN, HMX: Веома моћни експлозиви који се могу користити у чистом или у пластичним експлозивима

C-4 (или састав C-4): RDX пластични експлозив пластифициран да буде лепљив и савитљив.
Горе наведене композиције могу описати већину експлозивног материјала, али практични експлозив често укључује мале проценте других супстанци. На пример, динамит је мешавина високо осетљивог нитроглицерина са пиљевином, силицијум диоксидом у праху или најчешће дијатомејска земља, који делују као стабилизатори. Пластика и полимери се могу додати за везивање праха експлозивних једињења; могу се уградити воскови да би се њима радило безбедније; алуминијумски прах се може увести да би се повећала укупна енергија и ефекат експлозије. Експлозивна једињења су такође често "легирана": прах HMX или RDX се може мешати (обично ливењем или топљење) са ТНТ-ом да би се формирао октол или циклотол.

#### Оксидирано гориво
Оксидатор је чиста супстанца (молекул) која у хемијској реакцији може допринети неким атомима једног или више оксидационих елемената, у којима гори компонента експлозива. На најједноставнијем нивоу, оксидант може сам бити оксидирајући елемент, као што је гасовити или течни кисеоник.
- Црни прах: калијум нитрат, угаљ и сумпор.
- Флеш прах: Фини метални прах (обично алуминијум или магнезијум) и јак оксидант (нпр. калијум хлорат или перхлорат)
- Амонал: Амонијум нитрат и алуминијумски прах
- Армстронгова мешавина: калијум хлорат и црвени фосфор. Ово је веома осетљива мешавина. То је примарни високи експлозив у коме је сумпор замењен неким или целим фосфором да би се благо смањила осетљивост.
- Физика хладне детонације: Комбинације угљен-диоксида у облику сувог леда (нетрадиционални извор кисеоника) и редукционих агенаса у праху (горива) попут магнезијума и алуминијума.[32]
- Спренгел експлозиви: Веома општа класа која укључује било који јак оксидатор и високо реактивно гориво, иако се у пракси тај назив најчешће примењивао на мешавине хлората и нитроаромата.
  - АНФО: Амонијум нитрат и лож уље.
  - Чедити: хлорати или перхлорати и уље.
  - Оксиликвитети: Смеше органских материјала и течног кисеоника.
  - Панкластити: Смеше органских материјала и азот тетроксида.

### Доступност и цена
Доступност и цена експлозива одређују се доступношћу сировина и трошковима, сложеношћу и безбедношћу производних операција.

## Класификација експлозива

### По саставу
Према свом хемијском саставу, читав низ експлозива се дели на експлозивна хемијска једињења и експлозивне смеше: 
Појединачна хемијска једињења, од којих су већина супстанце које садрже кисеоник, које имају својство да се потпуно или делимично оксидују унутар молекула без приступа ваздуху. Постоје једињења која не садрже кисеоник, али имају својство да експлодирају (разлажу) (азиди, ацетилениди, диазоједињења итд.). Они, по правилу, имају нестабилну молекуларну структуру, повећану осетљивост на спољашње утицаје (трење, удар, топлота, ватра, варница, прелаз између фазних стања, друге хемикалије) и класификовани су као супстанце са повећаном експлозивношћу. 
Експлозивне смеше-композити, које се састоје од две или више хемијски неповезаних супстанци и могу бити течне, чврсте и гасовите.  У војним пословима широко се користи и муниција, пуњена само запаљивом материјом која се распршује у ваздух, а реакција детонације настаје услед атмосферског кисеоника.  Многе експлозивне смеше се састоје од појединачних супстанци које немају експлозивна својства (запаљиве материје, оксиданти и регулациони адитиви).
Коришћење адитива:
- Да се смањи осетљивост експлозива на спољашње утицаје. Да бисте то урадили, додајте различите супстанце - флегматизаторе (парафин, церезин, восак, дифениламин, итд.)
- Да се повећа топлота експлозије. Додајте металне прахове, на пример, алуминијум, магнезијум, цирконијум, берилијум и друга редукциона средства
- За побољшање стабилности током складиштења и употребе
- Да обезбеди потребна физичка својства. На пример, натријум карбоксиметилцелулоза (Na-CMC) се користи за повећање вискозитета експлозива у суспензији.
- Да обезбеди контролне функције над употребом експлозива. У састав експлозива се могу унети специјалне маркерске супстанце, по чијем присуству се у продуктима експлозије утврђује порекло експлозива. Још једна важна напомена што се тиче маркера, а то је да су у прошлости коришћени поједини експлозиви попут Семтекса и неких других у терористичке сврхе, нарочито за рушење појединих авиона, јер су могли несметано да се уносе на аеродром, јер нису могли ни рентгени а ни разни детектори да их открију. Из тог разлога је осмишљено стављање маркера у експлозиве и сада ти експлозиви могу много лакше да се открију и да се спрече те терористичке акције.

### Према физичком стању
- гасовити
- течни: У нормалним условима, такав експлозив су, на пример, појединачне супстанце нитроглицерина, етилен гликол динитрат (нитрогликол), етил нитрат и друге. Постоји много развоја течних мешаних експлозива (најпознатији су Спренгел експлозиви, панкластит итд.)
- гел (желатински): Када се нитроцелулоза раствори у нитроглицерину, формира се маса налик гелу, названа „експлозивни желе“.
- суспензија: Већина савремених индустријских експлозива су суспензије мешавина амонијум нитрата са разним запаљивим материјама и адитивима у води (акватол, ифзанит, карбатол). Постоји огроман број суспензијских експлозивних композиција у којима су или оксиданти или запаљиви материјали течни медијум. Користе се за попуњавање рупа, али већина ових композиција је временом изгубила своју техничку и економску изводљивост.
- емулзија
- чврсти експлозиви: У ратовању се углавном користе чврсти (кондензовани) експлозиви. Чврсти експлозиви могу бити:
  - монолитан (TNT)
  - у праху (RDX)
  - гранулирани (експлозиви амонијум нитрата)
- пластични
- еластични

### По осетљивости

#### Примарни експлозиви
Примарни експлозив је експлозив који је изузетно осетљив на стимулусе као што су удар, трење, топлота, статички електрицитет или електромагнетно зрачење. Неки примарни експлозиви су такође познати као контактни експлозиви. За иницијацију је потребна релативно мала количина енергије. Као веома опште правило, примарним експлозивима се сматрају она једињења која су осетљивија од ПЕТН-а. Практично, примарни експлозиви су довољно осетљиви да се могу поуздано покренути ударцем чекића; међутим, ПЕТН се такође обично може покренути на овај начин, тако да је ово само веома широка смерница. Поред тога, неколико једињења, као што је азот тријодид, толико су осетљиви да се њима не може чак ни руковати без детонације. Азот тријодид је толико осетљив да се може поуздано детонирати излагањем алфа зрачењу; то је једини експлозив за који је то тачно.
Примарни експлозиви се често користе у детонаторима или за покретање већих пуњења мање осетљивих секундарних експлозива. Примарни експлозиви се обично користе у капима за минирање и ударним капама за превођење сигнала физичког удара. У другим ситуацијама, за покретање акције, односно експлозије, користе се различити сигнали као што су електрични или физички удар, или у случају ласерских детонационих система, светлост. Мала количина, обично милиграма, довољна је за покретање већег пуњења експлозива којим је обично безбедније руковати.
Примери примарних високих експлозива су:
- Ацетон пероксид
- Озониди Alkalних metalа
- Амонијум перманганат
- Амонијум хлорат
- Азидотетразолати
- Азоклатрати
- Бензоил пероксид
- Бензвалене
- 3,5-бис(тринитрометил)тетразол[34]
- Хлор оксид
- Бакар(I) ацетилид
- Бакар(II) азид
- Кумен хидропероксид
- CXP CycloProp(-2-)enyl Nitrate (or CPN)
- Цијаноген азид
- Цијанурични триазид
- Диацетил пероксид
- 1-Диазидокарбамоил-5-азидотетразол
- Диазодинитрофенол
- Диазометан
- Диетил етар пероксид
- 4-Диметиламинофенилпентазол
- Дисумпор динитрид
- Етил азид
- Експлозивни антимон
- Флуор перхлорат
- Фулминска киселина
- Халогени азиди:
  - Флуор азид
  - Хлор азид
  - Бромин азид
  - Јод азид
- хексаметилен трипероксид диамин
- Хидразоинска киселина
- Хипофлуораста киселина
- Olovo(II) azid
- Олово стифнат
- Олово пикрат[35]
- Манган хептоксид
- Жива(II) фулминате
- Живин нитрид
- Метил етил кетон пероксид
- Никл хидразин нитрат[36]
- Никл хидразин перхлорат
- Азотни трихалогениди:
  - Азот трихлорид
  - Азот трибромид
  - Азот тријодид
- Нитроглицерин
- Нитронијум перхлорат
- Нитрозил перхлорат
- Нитротетразолат-Н-оксиди
- Пентазенијум хексафлуороарсенат
- Перокси киселина
- Пероксимоносумпорна киселина
- Селен тетраазид
- Силицијум тетраазид
- Сребро азид
- Сребро ацетилид
- Сребро фулминат
- Сребро нитрид
- телуријум тетраазид
- Терт-бутил хидропероксид
- Тетраамин комплекси бакра
- Тетраазидометан
- Tetrazenski eksploziv
- Тетразол
- Титанијум тетраазид
- Триазидометхане
- Оксиди ксенона:
  - Ксенон диоксид
  - Ксенон окситетрафлуорид
  - Ксенон тетроксид
  - Ксенон триоксид

#### Секундарни експлозиви
Секундарни експлозив је мање осетљив од примарног експлозива и захтева знатно више енергије да би се покренуо. Пошто су мање осетљиви, употребљиви су у ширем спектру апликација и сигурнији су за руковање и складиштење. Секундарни експлозив се користи у већим количинама у возу експлозива и обично се покреће мањом количином примарног експлозива.
Примери секундарних експлозива укључују TNT и RDX.

#### Терцијарни експлозиви
Терцијарни експлозиви, који се такође називају агенси за експлозију, толико су неосетљиви на шок да се не могу поуздано детонирати практичним количинама примарног експлозива, и уместо тога захтевају средњи експлозив такозвани секундарни експлозив. Они се често користе за сигурност и обично ниже трошкове материјала и руковања. Највећи потрошачи су велике рударске и грађевинске операције.
Већина терцијара укључује гориво и оксидант. АНФО може бити терцијарни експлозив ако је његова брзина реакције спора.

### По брзини

#### Ниска
Ниски експлозиви (или експлозиви ниског реда) су једињења у којима се брзина разлагања одвија кроз материјал мањом од брзине звука. Разлагање се шири фронтом пламена (дефлаграција) који путује много спорије кроз експлозивни материјал него ударни талас високог експлозива. У нормалним условима, ниски експлозиви се подвргавају дефлаграцији брзином која варира од неколико центиметара у секунди до приближно 0,4 km/s (1.300 ft/s). Могуће је да врло брзо дефлагрирају, стварајући ефекат сличан детонацији. Ово се може десити под већим притиском (као када барут дефлагрира унутар затвореног простора чауре, убрзавајући метак далеко изнад брзине звука) или температуре.
Ниски експлозив је обично мешавина запаљиве супстанце и оксиданса која се брзо распада (дефлаграција); међутим, они сагоревају спорије од високог експлозива, који има изузетно брзу брзину сагоревања.
Ниски експлозиви се обично користе као погонско гориво. У ову групу су укључени нафтни производи као што су пропан и бензин, барут (укључујући бездимни прах) и лака пиротехника, као што су ракете и ватромет, али могу заменити високе експлозиве у одређеним применама, укључујући и минирање под притиском гаса.

#### Висока
Високи експлозиви (HE или експлозиви високог реда) су експлозивни материјали који детонирају, што значи да фронт експлозивног удара пролази кроз материјал надзвучном брзином. Високи експлозиви детонирају експлозивном брзином од око 3—9 km/s (9.800—29.500 ft/s). На пример, ТНТ има брзину детонације (сагоревања) од приближно 6,9 km/s (23.000 ft/s), детонирајући кабл од 6,7 km/s (22.000 ft/s), а C-4 око 8 km/s (26.000 ft/s). Обично се користе у рударству, рушењу и војним апликацијама. Израз јак експлозив је у супротности са појмом нискоексплозивни, који експлодира (дефлагрира) мањом брзином.
Високи експлозиви се могу поделити у две класе експлозива које се разликују по осетљивости: примарни експлозив и секундарни експлозив. Иако терцијарни експлозиви (као што је АНФО при 3,2 km/s (10.000 ft/s).) технички могу испунити дефиницију брзине експлозива, они се не сматрају високим експлозивима у регулаторним контекстима.
Безбројна високоексплозивна једињења су хемијски могућа, али комерцијално и војно важна су: NG, TNT, TNP, TNX, RDX, HMX, PETN, TATP, TATB, и HNS.

### По физичком облику
Експлозиве често карактерише физички облик у којем се експлозив производи или користи. Ови облици употребе се обично категоришу као:
- Повезани са пластиком или полимером
- Пластични експлозиви, познатији као китови
- Гумирани
- Бинарни
- Средства за минирање
- Динамитски

### Према пореклу ослобођене топлоте
Према пореклу топлоте која се ослобађа експлозиви се деле на:
- експлозиве са ендотермним молекулима
- експлозиве са егзотермним молекулима

Молекул експлозива је ендотерман онда када настаје из елемената уз везивање топлоте. Овакви експлозиви обично не садрже кисеоник, а топлота се ослобађа искључиво распадањем молекула на своје елементе.
Pb(N3) 2 → Pb + 3N2
При овом процесу се за сваки молекул азота ослобађа 447 КЈ енергије.
Молекул експлозива је егзотерман када се ствара из елемената уз ослобађање топлоте. Молекул садржи кисеоничне групе, НО2 и О, и до ослобађања енергије долази сагоревањем самог молекула, односно реакцијом водоника и угљеника са једне и кисеоничних група са друге стране. При томе настају угљен-диоксид, угљен-моноксид и вода. Такође је потребно да кисеоник у молекулу није директно везан за угљеник да би једињење било експлозивно. У ову групу експлозива улазе и експлозивне смесе које се увек састоје из једног тела које потпомаже сагоревање (нитрати, хлорати, кисеоник итд.) и једног сагорљивог тела (угаљ, угљоводоници, нитро деривати итд.). У ову групу спада већина експлозива.

### Према начину дејства
Експлозиви се према начину дејства дела на:
- иницијалне (примарни) и
- бризантне (секундарни) експлозиве

Иницијалне експлозивне материје имају веома малу енергију активирања и веома су осетљиве на удар, варнице, трење, топлоту, јер могу изазвати њихово разлагање. У ову групу експлозива спадају: живин-фулминат 2, олово-тринитрорезорцилат, сребро-фулиминат AgONC, сребро-азид AgN3, олово-азид NaN3, динитродиазо-фенол и пероксиди (H2О2, ROOH, ROOR).
Бризантне експлозивне материје су мање осетљиве на механичке и топлотне утицаје и експлодирају под дејством ударног таласа иницијалних експлозива. У ову групу спадају нитро једињења која садрже 2 везу, као што су динитробензен, динитротлуен, хексанитро-стилбен, триаминонитробензен, тринитротолуен (ТНТ), и друга, затим нитратни естри који садрже 2 групу, као што су нитроцелулоза и пентаеритит-тетранитрит (пентрит, ПЕТН). Такође се у ову групу сврставају и нитроамини који имају 2 групу, као сто су циклотетрааметилен-тетраамин (октоген), циклотриметил-триамин (хексоген), нитрогуанидин.

## Привредни експлозиви
Постоји велика могућност комбиновања разних експлозивних једињења, адитива и припремања експлозивних смеса за различите намене. Од посебног значаја су такозвани привредни експлозиви. То су углавном експлозивне смесе које садрже неколико компоненти, а припремају се за специјалне намене и минирања у рударству и грађевини. Најпознатији су гранулисани експлозиви, као на пример, смеса која садржи амонијум-нитрат (90%), угљену прашину (7%), карбоксиметил-целулозу (1%) и дизел-гориво (2%) или експлозивна смеса која садржи амонијум-нитрат (87,9%), тринитротолуен (5,5%), дрвено брашно (4,5%) и дизел-гориво (2,5%). Ова врста експлозива користи се за минирање средње тврдих и меких стена и руда.
Постоје и кашасти – водопластични експлозиви који имају кашасто – пластичну конзистенцију. Одликују се високом густином и добром водоотпорношћу. Ова врста експлозива сачињена је од смесе амонијум-нитрата (40%), натријум-нитрата (20%), алуминијума у праху (15%), тринитротолуена (15%), воде (10%) и средства за згрушавање (0,5-2%). Ови привредни експлозиви користе се у рударству за минирање у условима где је потребна водоотпорност и за директно убризгавање у бушотине.

## Остале експлозивне материје
Барути су експлозивне материје у којима се хемијско разлагање врши искључиво термичком проводљивошћу, при чему сагоревање може да буде различите брзине, од неколико милиметара до неколико центиметара у секунди. При таквим брзинама могуће је искоришћавање гасова, производа сагоревања, за покретање пројектила у цеви оружја, или ракетног пројектила.
Постоје:
- колоидни (хомогени) и
- композитни барути.

Колоидни барути се добијају желатинизирањем молекула нитроцелулозе растворене у неком органском растварачу и неког другог експлозивног једињења. У зависности од броја основних активних материја постоје једнобазни колоидни барути који су изграђени само из нитроцелулозе, али у ову групу спадају и барути који садрже и динитротолуен. Двобазни колоидни барути су изграђени од нитроцелулозе и нитроглицерина, при чему нитроглицерина има између 12% и 45%. У ову групу барута сврставају се и нови састави који садрже октоген, хексоген и пентрит ради повећавања специфичног импулса. Тробазни колоидни барути садрже три експлозивне компоненте: нитроцелулозу, нитроглицерин и нитрогуанидин.
У композитне баруте сврстава се црни барут који се добија мешањем сумпора, угљеника и калијум-нитрата. Поред црног барута, у ову групу улазе композитна ракетна горива која се састоје од оксиданса (углавном амонијум-хлората, 60-80%), везива које обезбеђује кохезију и хомогеност оксиданса и горива, формирају се од преполимера (полибутадиен), умреживача (толиуендиизоцијанат), адхезивних агенаса (триетаноламин), пластификатора (диизооктил-азелат), катализатора умреживача (фери-ацетонилацетонат, олово-хромат), затим од редуктанса (алуминијум, око 25%), убрзивача сагоревања (фери-оксид, фероцен), успоривача сагоревања (нитрогуанидин, амонијум-нитрат), конзерванса (антиоксиданси на бази фенола и амина) и стабилизатора сагоревања (ацетиленска чађ, алуминијум у праху).
Од осталих експлозивних материја и смеса треба поменути експлозивне направе на бази смесе горива и ваздуха. То су такозване аеросолне експлозивне смесе. Прве аеросолне авионске бомбе произведене су 1960. године. Основни принцип у функционисању ове врсте бомби је распрашивање лако испарљивих угљоводоника или металних прахова у ваздуху, при чему настаје експлозивна гасна смеса у виду облака, која се накнадно пали помоћу централно постављеног пуњења високо бизантног експлозива. После одабраног упарења, које омогућава мешање горива и ваздуха, смеса се пали и настаје велика експлозија. Као горива у аеросолним бомбама користе се разна једињења која са ваздухом у одређеним концентрацијама граде експлозивну смесу. Ударни талас аеросолних бомби руши све препреке у пречнику од 500 m, а убија на растојању од 1.000 m. Секундарно дејство ових бомби је одузимање кисеоника из околине, што изазива гушење живих организама. Бомбе су тежине до 7 тона. Као гориво најчешће се користи керозин са додатком хептана и адитива, као што су: пропилен-оксид, пропил-нитрат и бутил-нитрат.
Треба још поменути и такозване пиротехничке смесе, које представљају смесу експлозивних једињења и оксиданса. Пиротехничке смесе реагују егзотермно тако што производе специфичне ефекте: дим, пламен, ударни талас, светлост, гасове, звук или топлоту. Према намени или жељеним ефектима које производе, пиротехничке смесе могу да буду:
- припалне,
- иницијалне,
- осветљавајуће,
- димне,
- запаљиве и
- са звучним сигналима.

За добијање обојених светлосних ефеката додају се разни адитиви, као што су бакар(II)-оксид за плаву боју, соли баријума и борне киселине дају зелену боју, соли натријума жуту, соли силицијума дају црвену светлост, а магнезијумове соли дају бљештаво плаву боју.

## Тестирање експлозива
Тестирање експлозива је комплексно и опасно поље, али је неопходно за обезбеђивање безбедности и ефикасности употребе експлозивних материјала који се користе у различите сврхе, укључујући рударство, грађевинарство, војне и друге индустријске апликације. Постоји неколико стандардизованих тестова који се користе за испитивање различитих карактеристика експлозива, као што су њихова осетљивост, стабилност, брзина детонације, снага и способност иницирања.
Тестирање експлозива је круцијалан процес за одређивање њихових својстава и безбедности у различитим ситуацијама. Циљеви тестирања могу укључити:
- Мерење снаге експлозива: Количина енергије ослобођене експлозијом.
- Осетљивост: Лакоћа са којом се детонира ударом, трењем, топлотом или другим факторима.
- Стабилност: Отпорност на разградњу или детонацију током складиштења и транспорта.
- Ефикасност разбијања: Способност разбијања и рушења материјала.
- Утицај на околину: Загађивање ваздуха, воде и земље.

Постоје бројне методе за тестирање експлозива, а избор методе зависи од жељеног својства које се мери.
Ево неколико метода које се користе у тестирању експлозива:

### Bruceton analiza (Staircase method)
Ова метода се користи за одређивање осетљивости експлозива на удар. Тест се састоји од постепеног повећавања енергије удара док се не постигне детонација. Резултати се користе за процену вероватноће детонације при различитим нивоима енергије.

### Неиер д-оптимални тест
Ово је напредна статистичка метода која се користи за ефикасно истраживање утицаја различитих фактора на осетљивост експлозива. Циљ је оптимизовати број експеримената потребан за процену осетљивости. Омогућава прецизно утврђивање граница између детонације и не-детонације.

### Траузл тест
Тест се користи за мерење бризантности експлозива, односно његове способности да врши рад путем шок таласа. Експлозив се детонира унутар челичне посуде (Траузл блока), а затим се мери волумен удубљења које је настало у блоку.

### Хесов закон топлоте
Ово није класичан тест, већ термодинамички принцип који се користи за процену топлотне енергије која се ослобађа током експлозије. Закон повезује количину ослобођене топлоте са волуменом гасова произведених детонацијом и температуром тих гасова. Ово је важно за разумевање енергетског потенцијала експлозива.

### Тест челичне чауре (Коенен тест)
Овај тест процењује понашање експлозива под високим притиском и температуром, што је кључно за сигурност у индустријским условима. Експлозив се ставља у челичну чауру с одређеним отвором на врху. Чаура се загрева док експлозив не детонира, а критична температура и притисак се бележе.

### Испитивање безбедности експлозива
Ово обухвата различите тестове који процењују како експлозив реагује на различите спољне утицаје, попут удара, трења, ватре и електростатичких пражњења. Циљ је осигурати да експлозив неће ненамерно детонирати под нормалним условима употребе.

### Блејк тест
Користи се за одређивање осетљивости експлозива на трење.

### Гап тест
Процењује осетљивост експлозива на удар користећи стандардизовану конфигурацију са одређеним размаком (гап) између детонатора и тестираног експлозива.

### Тест паљења на отвореном
Користи се за посматрање понашања експлозива када гори на отвореном, без конфинације.

### Баллистиц Мортар Тест
Користи се за мерење бризантности експлозива мерењем удаљености до које се одбаци тежак метални пројектил након детонације експлозива испод њега.

### Фриабилитy Тест
Тестира физичку стабилност експлозива подвргавајући га механичким стресовима, попут дробљења или мљевења, а затим се процењује промена у његовим карактеристикама.

### Тхермал Стабилитy Тест
Мери стабилност експлозива на повишеним температурама, обично користећи апарате попут диференцијалне скенирајуће калориметрије (ДСЦ) или термогравиметријске анализе (ТГА).

### Тест детонације у води
Мери подземну снагу и ствара кратер за оцену ефикасности противтенковских експлозива.

### Тест детонације под земљом
Мери сеизмопродукујућа својства експлозива за потребе сеизмичког истраживања.

### Хемијске анализе
Одређују састав експлозива и његов потенцијал за разградњу или реакцију са другим материјалима.

### X-раy фотографије
Визуелно се испита распоред и интегритет унутрашњих компоненти експлозива.

### Тестирање преко рачунарских симулација
Омогућавају предвиђање перформанси експлозива у различитим сценаријима без потребе за физичким тестирањем.

## Примена
Експлозиви и барути имају веома дугу историју и нашли су примену у разним областима људске делатности, пре свега као оружје, затим у привреди (рударству, каменоломима и сл.), као гориво у ракетним моторима и као лекови.

## Класификације отпремних етикета
Етикете и ознаке за отпрему могу да садрже и ознаке Уједињених нација и националне ознаке.
Ознаке Уједињених нација укључују нумерисане кодове класе опасности и дивизије (HC/D) и абецедне кодове Групе компатибилности. Иако су то двоје повезани, они су одвојени и различити. Било која ознака групе компатибилности може бити додељена било којој класи и дивизији опасности. Пример овог хибридног обележавања би био потрошачки ватромет, који је означен као 1.4G или 1.4S.
- У Америци би на пример укључивале ознаке националних кодова Министарства саобраћаја Сједињених Држава (УС ДОТ).

## Регулатива закона о експлозивима по земљама
Доношење закона који регулишу употребу, складиштење, транспорт и одлагање експлозива је кључан аспект у очувању безбедности и спречавању злоупотребе. Ево прегледа неких закона који се односе на експлозиве у различитим земљама:

### Сједињене Америчке Државе
- Назив Закона: "Federal Explosives Law and Regulations": Федерални закон и прописи о експлозивима
- Датум Ступања на Снагу: Последње измене су направљене 2012. године, али закон континуирано еволуира од раног 20. века.
- Кључни Елементи: Регулише производњу, складиштење, дистрибуцију и употребу експлозива.

Напомена: Постоје још 2 закона која регулишу ову област о експлозивима:
1. "Federal Explosives Act (1970)": Основни закон који регулише производњу, продају, поседовање, транспорт и употребу експлозива.
2. "National Fire Protection Association (NFPA) 1141": Стандарди за складиштење и руковање експлозивима.

### Уједињено Краљевство
- Назив Закона: "The Explosives Regulations 2014 (ER 2014)"
- Датум Ступања на Снагу: 1. октобар 2014.
- Кључни Елементи: Главна регулација која имплементира Закон о експлозивима и покрива све аспекте експлозива укључујући прописе о складиштењу и употреби експлозива.

Напомена: "Постоји још 1 закон која регулишу ову област о експлозивима":
1. The Explosives Act (1875): Основни закон о експлозивима, али се допуњује бројним наредбама и правилима.

### Канада
- Назив Закона: "Explosives Act" (Закон о експлозивима)
- Датум Ступања на Снагу: Оригинално донесен 1910, са многобројним изменама током година, задња верзија је 1985. године.
- Кључни Елементи: Регулише производњу, складиштење, транспорт и употребу експлозива.

Напомена: Постоји још 1 закон која регулишу ову област о експлозивима:
1. "The Control of Explosives Regulations (2015)": Главна регулација која имплементира Закон о експлозивима и покрива све аспекте експлозива.

### Аустралија
- Назив Закона: "Dangerous Goods Act i Explosives Act" у различитим државама
- Датум Ступања на Снагу: Варира по државама, генерално у другој половини 20. века.
- Кључни Елементи: Фокус на безбедност, складиштење и транспорт експлозива.

Напомена: Постоје још 2 закона која регулишу ову област о експлозивима:
1. "Crimes (Explosives) Act 1999 (Cth)": Основни закон о експлозивима.
2. "Explosives Regulations 2003 (Cth)": Детаљније одредбе о безбедности и лиценцирању за експлозиве.

### Индија
- Назив Закона: "Explosives Act, 1884"
- Датум Ступања на Снагу: 1884.
- Кључни Елементи: Регулише производњу, складиштење, продају и употребу експлозива.

Напомена: Постоје још 2 закона која регулишу ову област о експлозивима:
1. "The Explosives Act (1884)": Основни закон о експлозивима.
2. "The Explosives Rules (2008)": Детаљније одредбе о имплементацији Закона о експлозивима.

### Јужноафричка Република
- Назив Закона: "Explosives Act of 2003"
- Датум Ступања на Снагу: 2003.
- Кључни Елементи: Обрада безбедности и регулише све аспекте експлозива, укључујући производњу, увоз, извоз, транспорт, продају, поседовање и употребу.

Напомена: Постоји још 1 закон која регулишу ову област о експлозивима:
1. "Explosives Regulations (2010)": Детаљније одредбе за имплементацију Закона о експлозивима.

### Немачка
- Назив Закона: "Sprengstoffgesetz" (Закон о експлозивима)
- Датум Ступања на Снагу: Донет је 2008. а последње измене су направљене 2010. године.
- Кључни Елементи: Контрола производње, складиштења, продаје и употребе експлозива.

Напомена: Постоји још 1 закон која регулишу ову област о експлозивима:
1. "Erste Verordnung zum Sprengstoffgesetz (2012)": Детаљније одредбе о безбедности и техничким захтевима за експлозиве.

### Француска
- Назив Закона: "French Explosives Regulations"
- Датум Ступања на Снагу: Различити прописи, континуирано ажурирани.
- Кључни Елементи: Регулатива везана за производњу, складиштење и употребу експлозива.

Напомена: Постоје још 2 закона која регулишу ову област о експлозивима:
1. "Code pénal (1810)": Садржи одредбе о казнама за илегално поседовање и коришћење експлозива.
2. "Code de la sécurité publique (2011)": Регулише производњу, транспорт, складиштење и трговину експлозивима.

### Холандија
- Назив Закона: "Wet explosieven voor civiel gebruik" (Закон о експлозивима за цивилну употребу)
- Датум Ступања на Снагу: Различите измене током времена.
- Кључни Елементи: Регулише употребу, складиштење и транспорт цивилних експлозива као и комерцијална употреба експлозива која је обухваћена законом о експлозивима за цивилну употребу), у складу са директивом ЕУ бр. 93/15/EEG[39] Незаконита употреба експлозива је обухваћена Законом о оружју и муницији.[40]

Напомена: Постоје још 2 закона која регулишу ову област о експлозивима:
1. "Wet Wapens en Munitie (1919)": Основни закон о експлозивима, али се допуњује бројним декретима и уредбама.
2. "Besluit Wapens en Munitie (2016)": Главни акт који имплементира Закон о експлозивима и покрива све аспекте експлозива.

### Кина
- Назив Закона: "Regulations on the Control of Military Supplies" (укључујући експлозиве)
- Датум Ступања на Снагу: Различити прописи током година.
- Кључни Елементи: Контрола производње и дистрибуције експлозива, посебно војних.

Напомена: Постоје још 2 закона која регулишу ову област о експлозивима:
1. "Guojia Zuòyòng Huòwù Guanlǐ Fǎ (2005)": Основни закон о експлозивима.
2. "Guojia Zuòyòng Huòwù Guanlǐ Tiaoli (2006)": Детаљније одредбе о имплементацији Закона о експлозивима.

### Јапан
- Назив Закона: "Explosives Control Act" (Закон о контроли експлозива)
- Датум Ступања на Снагу: Оригинално донесен 1950. године, са различитим изменама током времена.
- Кључни Елементи: Овај закон регулише производњу, складиштење, транспорт и употребу експлозива у Јапану. Укључује строге мере за лиценцирање и надзор над особама и компанијама које се баве експлозивима, као и детаљна правила о транспорту и складиштењу експлозивних материјала. Закон такође обухвата мере за спречавање злоупотребе експлозива и повезаних материјала у криминалне сврхе. Као и у другим земљама, јапански закон о експлозивима је усмерен на спречавање несрећа и злоупотребе, уз истовремено омогућавање легалне употребе експлозива у индустријске и друге сврхе. Детаљи закона и његове примене могу се разликовати у зависности од специфичних потреба и услова унутар земље.

Напомена: Постоје још 2 закона која регулишу ову област о експлозивима:
1. "Jōyakuhin Torishimarihō (1950)": (Могуће је да је ово исти закон као онај горе изнад, само што је овде другачији назив). Регулише производњу, трговину, поседовање и транспорт експлозива.
2. "Kōgyō Anzen Hōrei (1972)": Садржи одредбе о безбедности рада са експлозивима у индустријским објектима.

### Бразил
- Назив Закона: "Regulamento para a Fiscalização de Produtos Controlados (R-105)"
- Датум Ступања на Снагу: Донет је 2017., а измене и допуне су учестале.
- Кључни Елементи: Регулише безбедан транспорт, производњу, складиштење, контролу и инспекцију експлозива.

Напомена: Постоји још 1 закон која регулишу ову област о експлозивима:
1. "Lei nº 5.193 de 1966": Основни закон о експлозивима.

### Аргентина
- Назив Закона: "Ley Nacional de Armas y Explosivos" (Национални закон о оружју и експлозивима)
- Датум Ступања на Снагу: Ажуриран кроз године.
- Кључни Елементи: Регулише производњу, складиштење и продају оружја и експлозива.

Напомена: Постоји још 1 закон која регулишу ову област о експлозивима:
1. "Reglamento de Armas y Explosivos (2010)": Главни акт који имплементира Закон о експлозивима и покрива све аспекте експлозива.

### Русија
- Назив Закона: "Federal Law on Explosives and Explosive Devices"
- Датум Ступања на Снагу: Неколико измена и допуна током последњих деценија.
- Кључни Елементи: Фокус на регулацији производње, складиштења и употребе експлозива.

Напомена: Постоје још 2 закона која регулишу ову област о експлозивима:
1. "Federalniy zakon "Ob oružii" (1996)": Садржи одредбе о експлозивима као подскупини оружја.
2. "Pravila pokladki i oborota eksplozivnykh veshchestv i izdeliy (2012)": Детаљније одредбе о складиштењу и промету експлозива.

### Босна и Херцеговина
- Назив Закона: "Закон о контроли и ограниченој употреби експлозива"
- Датум Ступања на Снагу: Различити ентитетски закони.
- Кључни Елементи: Усмерен на контролу употребе експлозива.

Напомена: Постоје још 2 закона која регулишу ову област о експлозивима:
1. "Закон о експлозивним средствима и пиротехничким производима (2008)": Регулише све аспекте експлозива и пиротехнике.
2. "Правилник о експлозивним средствима и пиротехничким производима (2009)": Детаљније одредбе за имплементацију Закона о експлозивима и пиротехничким производима.

### Хрватска
- Назив Закона: "Закон о експлозивним тварима и производњи и промету оружја"
- Датум Ступања на Снагу: Последње измене 2013. године.
- Кључни Елементи: Укључује прописе о производњи, складиштењу и промету експлозивних материја.

Напомена: Постоје још 2 закона која регулишу ову област о експлозивима:
1. "Закон о експлозивима и пиротехничким средствима (2011)": Регулише све аспекте експлозива и пиротехнике.
2. "Правилник о експлозивима и пиротехничким средствима (2012)": Детаљније одредбе за имплементацију Закона о експлозивима и пиротехничким средствима.

### Северна Македонија
- Назив Закона: "Закон за контрола на експлозивни материи"
- Датум Ступања на Снагу: Редовно ажурирање.
- Кључни Елементи: Контрола производње, промета и употребе експлозивних материја.

Напомена: Постоје још 2 закона која регулишу ову област о експлозивима:
1. "Закон за експлозивни материјали и пиротехнички изделки (2011)": Регулише све аспекте експлозива и пиротехнике.
2. "Правилник за експлозивни материјали и пиротехнички изделки (2012)": Детаљније одредбе за имплементацију Закона о експлозивима и пиротехничким изделки.

### Црна Гора
- Назив Закона: "Закон о експлозивним материјалима за цивилну употребу"
- Датум Ступања на Снагу: Последње измене 2013. године.
- Кључни Елементи: Регулише промет, употребу и складиштење експлозива.

1. "Закон о експлозивним средствима и пиротехници (2013)": Регулише све аспекте експлозива и пиротехнике.
2. "Правилник о експлозивним средствима и пиротехници (2014)": Детаљније одредбе за имплементацију Закона о експлозивима и пиротехници.

### Србија
- Назив Закона: "Закон о оружју и муницији"
- Датум Ступања на Снагу: Последње измене 2016. године.
- Кључни Елементи: Овај закон регулише услове за производњу, промет, набавку, држање, ношење, поправку и уништавање оружја и муниције, укључујући и експлозиве.
- Најновије Измене овог закона: Закон је имао неколико измена, са последњим значајним изменама које су ступиле на снагу 2016. године.
- Подзаконски Акти: Поред основног закона, постоје и различити подзаконски акти који детаљније регулишу специфичне аспекте као што су транспорт, складиштење и безбедност експлозива.

Напомена: Постоје још 4 закона или правилника која регулишу ову област о експлозивима:
1. У Србији је преузет део правилника још из доба Социјалистичка Федеративна Република Југославија (Sl. list SFRJ", br. 55/69), а у Србији је озваничен 2021. године (Sl. glasnik RS", br. 109/2021), који гласи: "Правилник о заштити на раду при изради експлозива и барута и манипулисању експлозивима и барутима".[41][42][43]
2. "Закон о експлозивним материјама, запаљивим течностима и гасовима (1977)": Основни закон о експлозивима у Србији. Усвојен 1977. године, са изменама и допунама 1985. и 2015. године. Регулише производњу, промет, превоз и складиштење експлозива. Прописују се техничке карактеристике и услови за производњу, промет, превоз и складиштење експлозивних материја. Прописују се и мере безбедности које се морају поштовати при раду са експлозивним материјама. Напомена за овај закон: Закон о експлозивним материјама, запаљивим течностима и гасовима је у Србији у поступку измена и допуна, тако да се могу очекивати одређене промене у одредбама закона.
3. Закон о експлозивним материјама, запаљивим течностима и гасовима: Službene stranice Ministarstva unutrašnjih poslova Srbije.[44]
4. Казнене одредбе за кршење Закона о експлозивним материјама, запаљивим течностима и гасовима у Србији: Закон о експлозивним материјама, запаљивим течностима и гасовима предвиђа различите казнене одредбе за различите прекршаје и кривична дела у вези са експлозивима. Казне могу бити новчане, затворске, или комбинација обоје. Ево прегледа најважнијих казнених одредби:

- Прекршаји:

1. Промет експлозивних материја без одговарајуће лиценце: Новчана казна од 10.000 до 50.000 динара.
2. Превоз експлозивних материја без прописне документације: Новчана казна од 5.000 до 30.000 динара.
3. Складиштење експлозивних материја у неодобреним просторима: Новчана казна од 3.000 до 20.000 динара.
4. Непоштовање мера безбедности при раду са експлозивима: Новчана казна од 2.000 до 10.000 динара.

- Кривична дела:

1. Производња, промет, превоз или складиштење експлозива без дозволе: Затворска казна до три године.
2. Изазивање опште опасности коришћењем експлозива: Затворска казна од пет до десет година затвора.
3. Тешко угрожавање безбедности људи коришћењем експлозива: Затворска казна од десет до петнаест година затвора.
4. Терористичко дело: Затворска казна од петнаест година до доживотног затвора.

Казнене одредбе могу бити различите у зависности од тежине прекршаја или кривичног дела, околности под којима је извршено, и последица. У тешким случајевима, где је дошло до озбиљне штете или опасности за људске животе, казне могу бити значајно веће.
- Додатне информације:

1. За прекршаје казну изриче надлежни прекршајни суд.
2. За кривична дела казну изриче надлежни кривични суд.

## Тероризам
Експлозиви се користе у научне, експерименталне, војне, полицијске, комерцијалне и друге сврхе, али зато могу да се искористе и у неким лошим стварима као што су терористичке акције, где неке особе са лошим намерама и у већини случајева за туђе интересе, постављају разне експлозивне направе у авионима, црквама, џамијама, концертним халама као у Паризу 2015. године, биоскопима, позориштима, пијацама, затим бирају се места где има велики број људи и у тим терористичким акцијама углавном страда недужан народ. Терористи за ове акције углавном користе експлозиве разних врста, углавном се једно време користио Семтекс, зато што је до скоро био најтежи за откривање.
Разумевање тероризма и његових манифестација, укључујући употребу експлозива, кључно је за дубоко разумевање глобалних безбедносних изазова. Ево свеобухватног прегледа:

### Опис, дефиниција, шта је то тероризам
Тероризам је употреба силе или претње силом против цивила у циљу застрашивања цивила, као и присиљавања или застрашивања владе или друштва ради постизања политичких, религијских или идеолошких циљева.  Карактерише га намерно изазивање страха и несигурности међу широм популацијом. Често укључује насилне акције као што су бомбашки напади, убиства, отмице људи као и отмице авиона, и друге облике насиља са намером да изазову широку и разорну психолошку силу.

### Рушење Авиона са Експлозивом
1. Pan Am Flight 103 (1988): Авион је експлодирао изнад Локербиа у Шкотској, убивши све путнике и посаду (270 људи), као и неколико људи на земљи. Либијски обавештајни агент је осуђен за уграђивање експлозива у авион.
2. Air India Flight 182 (1985): Бомбашки напад на лет Air India изнад Атлантског океана, где је погинуло свих 329 људи на лету. Сикхску екстремистичка група се сумњичи да је извела нападе.
3. Metrojet Flight 9268 (2015): Руски путнички авион срушио се у Египту, убивши свих 224 путника и чланова посаде, за што је одговорност преузела група повезана са ИСИС-ом.
4. TWA let 800, (1996): Avion TWA se srušio iznad Long Ajlеnda, New York, ubivši 230 ljudi. FBI je zaključio da je eksploziv u teretnom prostoru uzrok, iako neki i dalje sumnjaju u zvanično objašnjenje.

### Остале Велике Терористичке Акције са Експлозивима
1. Напад у Оклахома Ситију (1995): Бомбашки напад на зграду федералне владе у Оклахома Ситyју, убивши 168 људи.
2. Напади на возове у Мадриду (2004): Серија координираних бомбашких напада у мадридским возовима је убила 191 особу и ранила више од 2.000. Сепаратистичка баскијска група ЕТА се сматра одговорном.

### Napadi sa Eksplozivnim Prslucima
1. Напади у Паризу (2015): Серија координираних напада, укључујући употребу бомбаша самоубица са експлозивним прслуцима.
2. Напад на аеродрому у Бриселу (2016): Бомбашки напади на међународном аеродрому и метро станици, са бомбашима самоубицама који су користили експлозивне прслуке.
3. Напад на "Charlie Hebdo", (2015): Терористи су напали канцеларију француског сатиричног часописа "Charlie Hebdo", убивши 12 људи.
4. Напад на "Bataclan", (2015): Терористи су напали концертну халу "Bataclan" у Паризу, убивши 130 људи.
5. Атентат на председника Раџива Гандија, (1991): Индијски премијер Рајив Гандхи је убијен експлозивним прслуком током кампање.

### Процене Безбедности и Превенција Терористичких Акција
1. Обавештајна прикупљање података: Идентификација потенцијалних терористичких претњи и ометање планова. Смањење уласка оружја и експлозива.
2. Повећана безбедност на границама и аеродромима и Транспортним Чвориштима: Имплементација строгих контрола безбедности, укључујући скенирање пртљага и путника.
3. Обавештајне и Противтерористичке Операције: Проактивни напори обавештајних служби у идентификовању и спречавању терористичких претњи.
4. Међународна Сарадња: Размена информација између земаља и координација у борби против тероризма.
5. Обука и Свест о Безбедности: Едукација грађана и запослених у кључним секторима о препознавању и реаговању на претње.
6. Технолошке Иновације у Безбедности: Развој напредних технолошких решења за детекцију експлозива и других претњи.
7. Јавна будност и пријављивање сумњивих активности: Укључивање грађана у борбу против тероризма.
8. Програми за борбу проти радикализације: Спречавање младих да се придруже терористичким групама.

Тероризам је сложена и стално еволуирајућа претња која захтева координирану и свеобухватну реакцију на локалном, националном и међународном нивоу. Свесност и образовање су такође кључни за спречавање и минимизирање ефеката терористичких напада.
Доле у наставку овог текста нешто више о свеукупној безбедности рада са експлозивима.

## Безбедност
Безбедност експлозива настала је као формални програм у Сједињеним Државама након Првог светског рата када је неколико складишта муниције уништено у низу несрећа. Одбор је у својим налазима известио да би се ова незгода могла поновити, што је навело Конгрес да успостави стални одбор пуковника који ће развити стандарде безбедности експлозива и обезбедити усклађеност почев од 1928. Основни принцип безбедности експлозива је да се минимални број људи за минимално време изложи минималној количини експлозива.
Безбедност је највиши приоритет при раду са експлозивима. Сваки корак, од почетне припреме места рада до складиштења и транспорта, мора бити пажљиво осмишљен и спроведен у складу са најстрожим безбедносним протоколима. Ево неколико кључних аспеката безбедности које треба да се узму у обзир:

### Безбедност на Радном Месту са Експлозивима
- Планирање и Припрема: Пре почетка рада, потребно је направити детаљан план рада који укључује процену ризика, одређивање безбедносних процедура и припрему опреме за хитне случајеве.
- Ограничавање Приступа: Само квалификовано особље треба да има приступ подручјима где се рукује експлозивима. Зона рада треба да буде јасно обележена и ограничена.
- Обука особља: Редовна обука и сертификација за руковање експлозивима су кључни за превенцију несрећа.

### Безбедност при Руковању Експлозивима
- Правилно Руковање: Употреба одговарајућих алата и метода руковања како би се избегло непотребно излагање или оштећење експлозива.
- Контрола Статистичког Електрицитета: Осигурати да су сви уређаји и особе прописно уземљени како би се избегло стварање искри.
- Праћење Услова: Надгледање температуре, влажности и других услова који могу утицати на стабилност експлозива.

#### Коришћење исправне опреме
- Користите само одобрену опрему за руковање са конкретном врстом експлозива.
- Редовно проверавајте и одржавајте опрему да бисте избегли кварова и пропуста.
- Строго се придржавајте процедура за руковање прописаних за сваку врсту експлозива.

#### Минимално руковање
- Сведите на минимум руковање експлозивом.
- Не преносите, не бацајте, не ударајте нити на било који начин ризикујте детонацију.
- Користите одговарајуће алате и дизалице за безбедно премештање тешких експлозива.

#### Спречавање пожара и искри
- Забраните употребу отвореног пламена, пушење и било какав извор топлоте у близини експлозива.
- Користите антистатичку одећу и опрему да бисте спречили електричне искре.
- Имајте при руци средства за гашење пожара за случајна запаљења.

### Обезбеђивање локације
- Изаберите безбедно подручје, удаљено од насеља, инфраструктуре и јавних места.
- Уклоните запаљиве материјале и сведете на минимум присуство горивих елемената.
- Означите границе опасне зоне и поставите јасне упозорења о присуству експлозива.

### Безбедност при Транспорту Експлозива
- Специјална возила: Користите само специјализована возила за транспорт експлозива, опремљена одговарајућим обезбеђењем и безбедносним мерама.
- Одговарајућа Амбалажа: Употреба специјализоване амбалаже која штити експлозиве од удара, вибрација и промена температуре.
- Означавање возила: Возила морају бити јасно означена као транспортери експлозива.
- Правила Транспорта: Поштовање националних и међународних прописа за транспорт опасних материја.
- Обезбеђење Транспорта: Користити посебно обучене возаче који су прошли посебну обуку и обавезно тражити пратњу за возила. Сви учесници у транспорту морају да буду свесни потенцијалних ризика.

#### Правилно паковање
- Експлозиви морају бити безбедно упаковани у сертификоване контејнере, прилагођене врсти и количини експлозива, како би се смањио ризик од несрећа..
- Контејнери морају бити чврсто затворени и осигурани да се спречи просипање или детонација.
- Имајте при руци листу са безбедносним подацима и упутствима за руковање у случају инцидента.

### Склањање људи из опасне зоне
- Сви непотребни људи морају бити евакуисани из опасне зоне пре почетка рада.
- Означите и контролишите приступну зону да бисте заштитили да неко неовлашћено лице не уђе опасну зону.
- Уверите се да сви присутни носе одговарајућу заштитну опрему (кациге, наочаре, штитници, одећа отпорна на експлозије).

### Безбедност при Складиштењу Експлозива
- Услови Складиштења: Експлозиви морају бити складиштени у безбедном, сувом и хладном простору, контролисана температура и влажност у складишту по највећим стандардима како би се очувала стабилност експлозива и удаљеном од потенцијалних извора опасности.
- Складиште мора бити опремљено одговарајућим вентилационим системом и заштитним зидовима.
- Складиштење у металним контејнерима: Ово је најсигурнији начин складиштења за примарни или друштвени експлозив који нису израђени од метала или металних састојака. Метални контејнери захтевају посебну опрему која спречава контакт с водом.
- Складиштење у пластичним контејнерима: је сигурнији начин складиштења за примарни или друштвени експлозив који нису израђени од метала или металних састојака. Пластични контејнери захтевају посебну опрему која спречава контакт с водом.
- Сигурносни Протоколи: Редовне инспекције складишта, адекватно обезбеђење и примена противпожарних мера.
- Рок Трајања: Пратити рок трајања експлозива и редовно проверавати стање залиха.
- Строго контролисани приступ складишту и забрана свим неовлашћеним лицима приступ складишту.

### Безбедност при Испитивању Експлозива
Што се тиче испитивања експлозива, важно је да се спроведу одговарајући тестови како би се утврдило да ли експлозив још увек има своја својства и да ли је безбедан за употребу. Ово може укључивати:
- Тестирање Стабилности: Редовно испитивање експлозива како би се уверило да није дошло до деградације или промене у хемијским својствима.
- Поступак за Испитивање: Користити стандардизоване методе испитивања у контролисаним условима.
- Провера да ли експлозив још увек има своју почетну снагу.
- Провера да ли експлозив показује знакове деградације или промене у својим физичким својствима.
- Збрињавање Неисправног Експлозива: Адекватно руковање и збрињавање експлозива који више нису сигурни за употребу.

### Опште Мере Безбедности
- Хитне Ситуације: Планови за хитне ситуације, укључујући евакуационе планове и прву помоћ.
- Комуникација: Јасан и стални проток информација између свих укључених страна.
- Психофизичко Стање Особља: Редовно праћење здравственог и менталног стања особа које рукују експлозивима.

### Закључак
Безбедност при раду са експлозивима је сложена и вишедимензионална тема која захтева континуирану пажњу, обуку и надзор. Стално унапређивање безбедносних протокола и технологија, као и ригорозно поштовање прописа и стандарда, кључни су за минимизирање ризика у свим аспектима руковања експлозивима.

## Списак експлозива

### Једињења

#### Нитро
- Моно нитро: , , , , ,
- Ди нитро: , , , , , , , DNR, , , , , , , ,
- Три нитро: , , , , , , , , , , , , , , , , , , , , , , ,
- Тетра Нитро: Тетрил,
- Хепта Нитро:
- Окта нитро:

#### Нитрати
- Мононитрати: , , , , ,
- Динитрати: , , , , , ,
- Тринитрати: , ,
- Тетранитрати: , ,
- Пентанитрати:
- Хексанитрати: ,

#### Амини
- Терцијарни амини: , , , , ,
- Диамини:
- Азиди: , , , , , , , , , , , , , ,
- Тетрамини: , ,
- Пентамини:
- Октамини: ,

#### Пероксиди
- , , , , , , , , TMDD

#### Несортирани
- Бензвален,
- Алкално метални озониди,
- Амонијум хлорат,
- Амонијум перхлорат,
- Амонијум пермаганат
- Азидотетразолати
- Азоклатрати
- Хлорни оксиди
- Флуор перхлор
- Хексафлуоро арсенат
- Хипофлуораста киселина
- Маган хептоксид
- Жива нитрид
- Nitroniјum perhlorat
- Нитротетразолат-N-оксиди
- Перокси киселине
- Пероксимоносумпорна киселина
- Тетрамински бакарни комплекси
- Тетрасумпорни тетранитрид

### Смеше
- Алуминум орфорит, Аматекс, Аматол, Армстронгова смеша, ,
- Баранол, Баратол, Барут, Гелигнит, Бутил тетрил
- Састав А, Састав Б, Састав Ц, Ц-1, Ц-2, Ц-3, Ц-4, Ц-5, Циклотол
- ЦДП формулације[45]
- Детонирајући штапин, Динамит
- Еднатол
- Флеш прах
- Хидромит 600
- Шнајдерит, Семтекс
- Танерит симпли, Танерит, Товекс, Тритонал

### Елементи
- Експлозивни антимон
- Уранијум-235
- Плутонијум-239
- Земноалкални метали